# Anbindeknoten

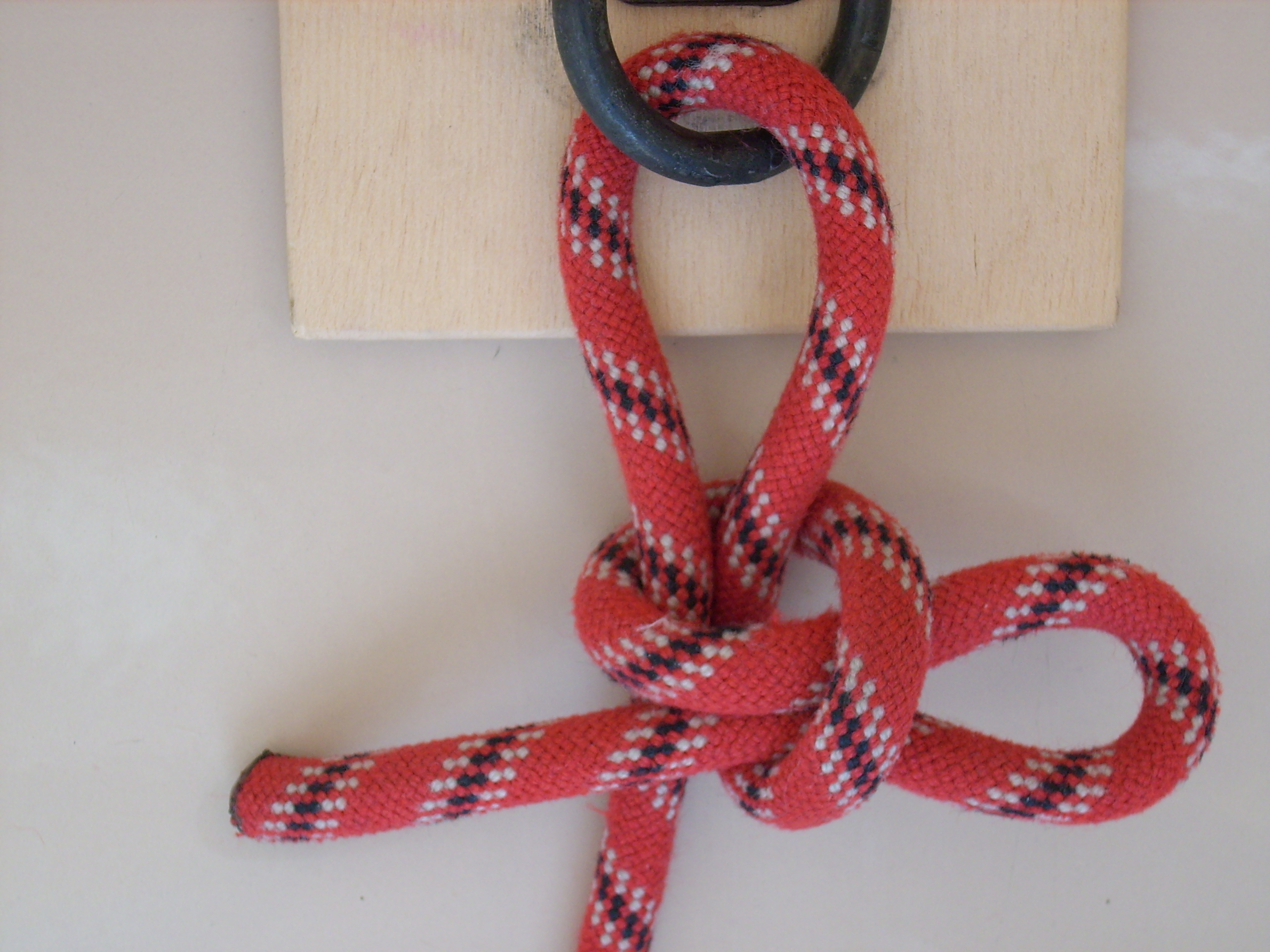
Halfterstek

Ein Anbindeknoten ist ein Festmacherknoten zur schnellen Befestigung von Tieren, kleinen Booten, Zeltplanen oder anderen beweglichen Gegenständen, der durch Zug auf das lose Seilende schnell wieder lösbar ist.
Auch dient er der Befestigung von Abschleppseilen und Fangleinen.
Der Knoten hat die Eigenschaft, dass er sich beim Ziehen am festen Ende festzieht, beim Ziehen am losen Ende jedoch sofort öffnet, bei mehrfachem Knüpfen geschieht das kaskadenartig. 
In vielen Ländern und Kulturen ist ein  Anbindeknoten speziell als Pferdeanbindeknoten zum Festmachen von Pferden bekannt.

## Verwendung
Ein angebundenes Pferd muss, wenn es erschrickt und in Panik gerät, sofort losgebunden werden können, damit es seinen Fluchtreflex umsetzen und sich beruhigen kann. Deswegen werden die Knoten auch manchmal Panikknoten genannt. Ein Anbindeknoten ist deshalb auch unter Spannung durch einen Zug am freien Ende sofort lösbar. Gleichzeitig ist der Anbindeknoten eine sichere Befestigung.
Beim Segeln wird der Knoten zur Befestigung der Leine eines Beibootes am Steg oder am Schiff verwendet. Zum Ablegen kann dann der Knoten durch Zug am losen Ende vom Beiboot aus gelöst werden.

## Verschiedene Anbindeknoten
Der Anbindeknoten besteht grundsätzlich in zwei Varianten.
Eine Variante ist, dass das Seil selbst nach dem Lösen noch um den Balken bzw. durch den Ring verläuft. Beispielsweise kann ein festgebundenes Beiboot auf diese Weise schnell gelöst werden, ohne dass es danach frei in der Hand gehalten wird. Stattdessen verläuft die Zugkraft weiterhin um den Balken, wodurch die Reibungskraft beim „Ausfädeln“ um den Balken das Ausrauschen abbremst; zugleich ist die Zugrichtung gleichmäßig (zum Balken) und verläuft zudem in Richtung Bootsrand oder sogar Bootsmitte, wohingegen ein frei gehaltenes, auf den Wellen tanzendes Beiboot durch die Veränderung der Zugrichtung schwerer zu halten ist und die haltende Person zudem auf das Meer hinausziehen kann.
Der Vorteil der zweiten Variante ist, dass ein „Ausfädeln“ um den Balken oder aus dem Ring nicht mehr nötig ist. Der Knoten kann nach Auflösung der Endschlinge komplett aufgezogen werden und ermöglicht somit, dass beispielsweise ein Reiter ohne weitere Handgriffe das Pferd direkt am Strick führt. Nachteile der zweiten Variante sind hier die Vorteile der ersten Variante.

### Variante 1. Das Seil bleibt nach dem Lösen noch um den Balken oder verläuft noch durch den Ring

#### Halfterstek
Im Ashley-Buch der Knoten wird der Halfterstek auch als Schlingenstek mit Slip beschrieben. Er sei auf der ganzen Welt verbreitet, um Pferde anzubinden. Damit das Pferd den Knoten nicht selbst mit dem Maul aufziehen kann, wird das lose Ende manchmal noch durch die Schlaufe gesteckt. Der Knoten wird von Geoffrey Budworth in einem Buch nur als Anbindeknoten und in einem anderen Lösbarer Slipstek genannt.

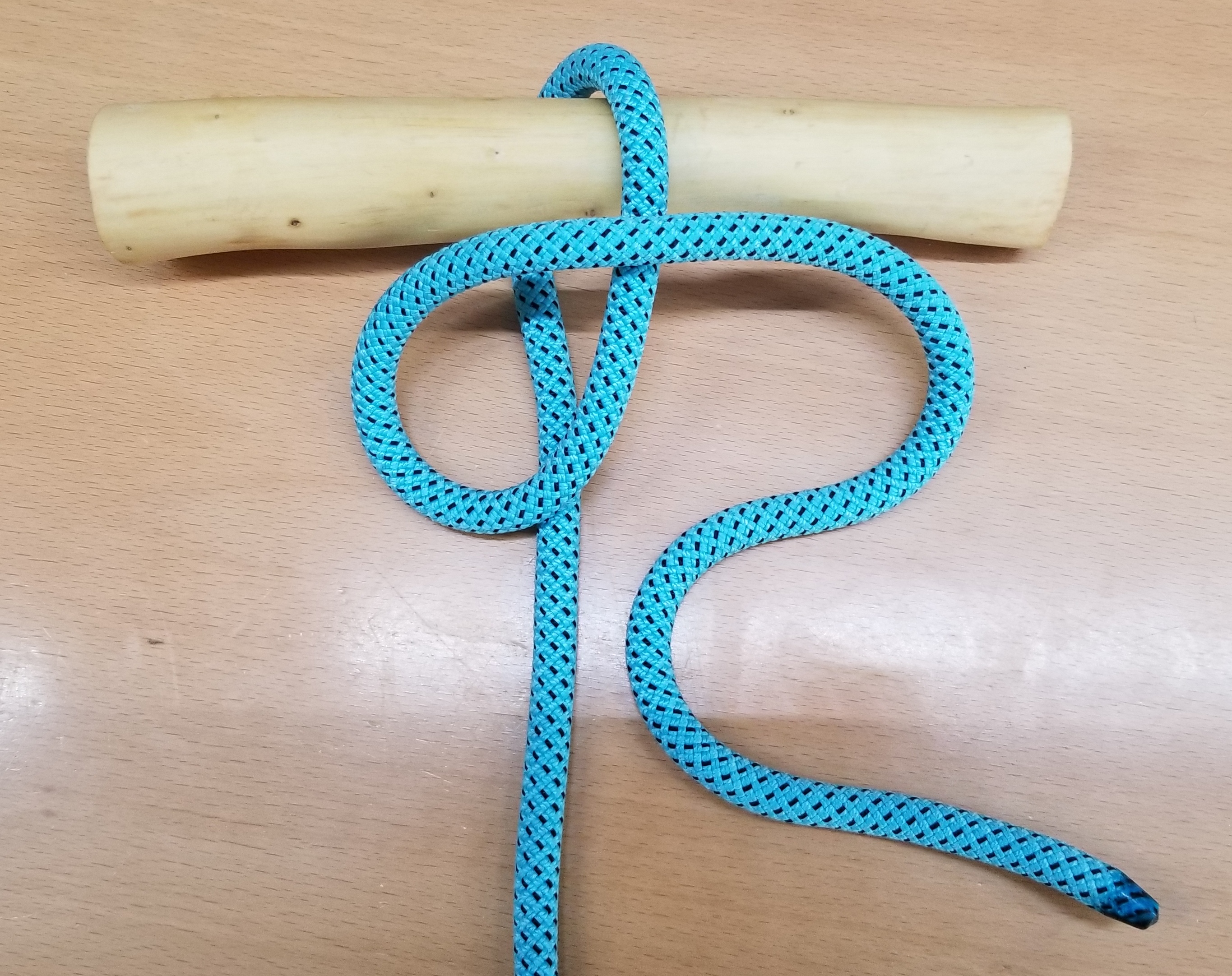
Ein linksgängiges Auge binden und auf ziehendes Ende legen
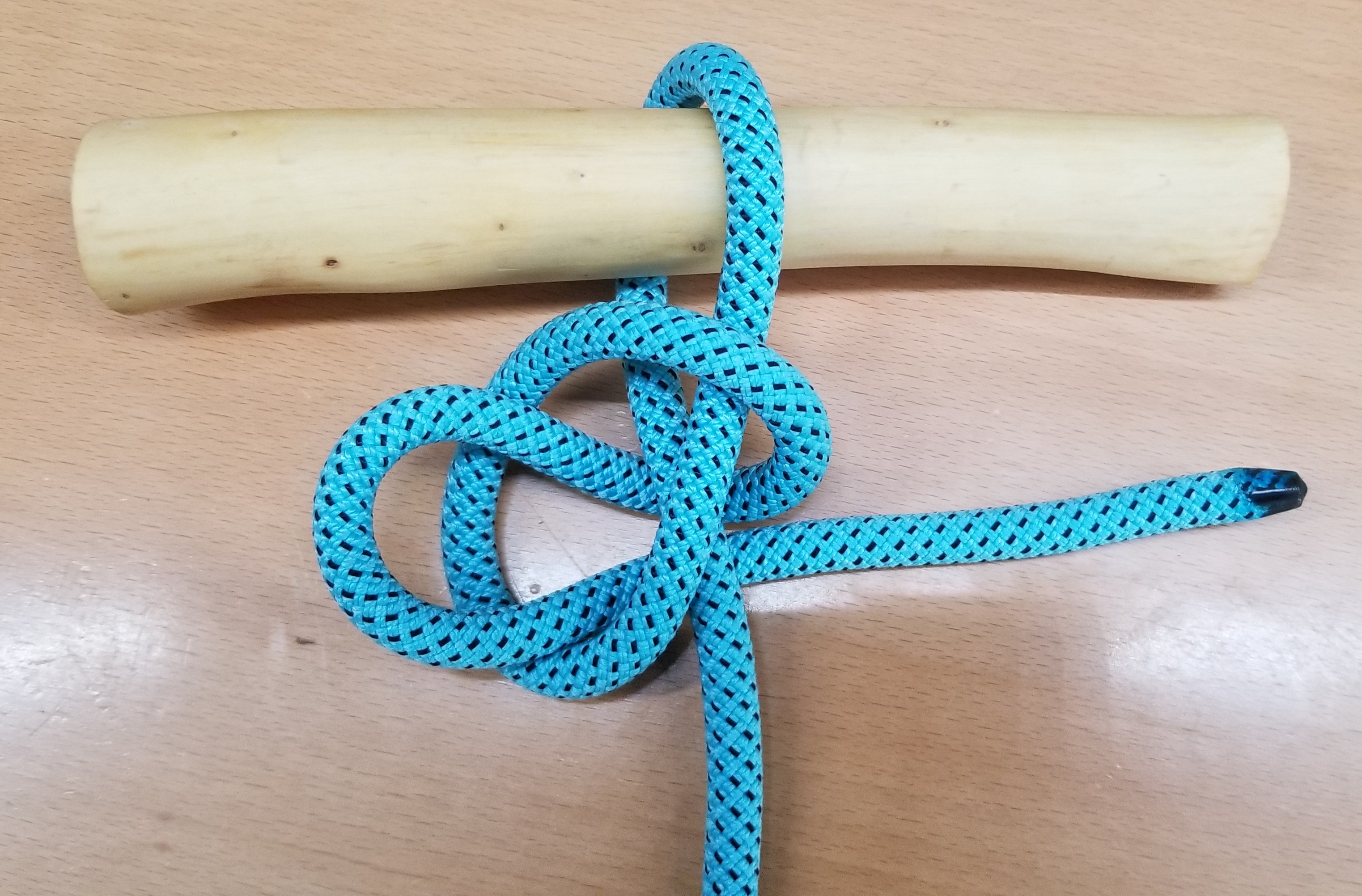
Eine Bucht bilden und unter das ziehende Ende und durch das Auge stecken
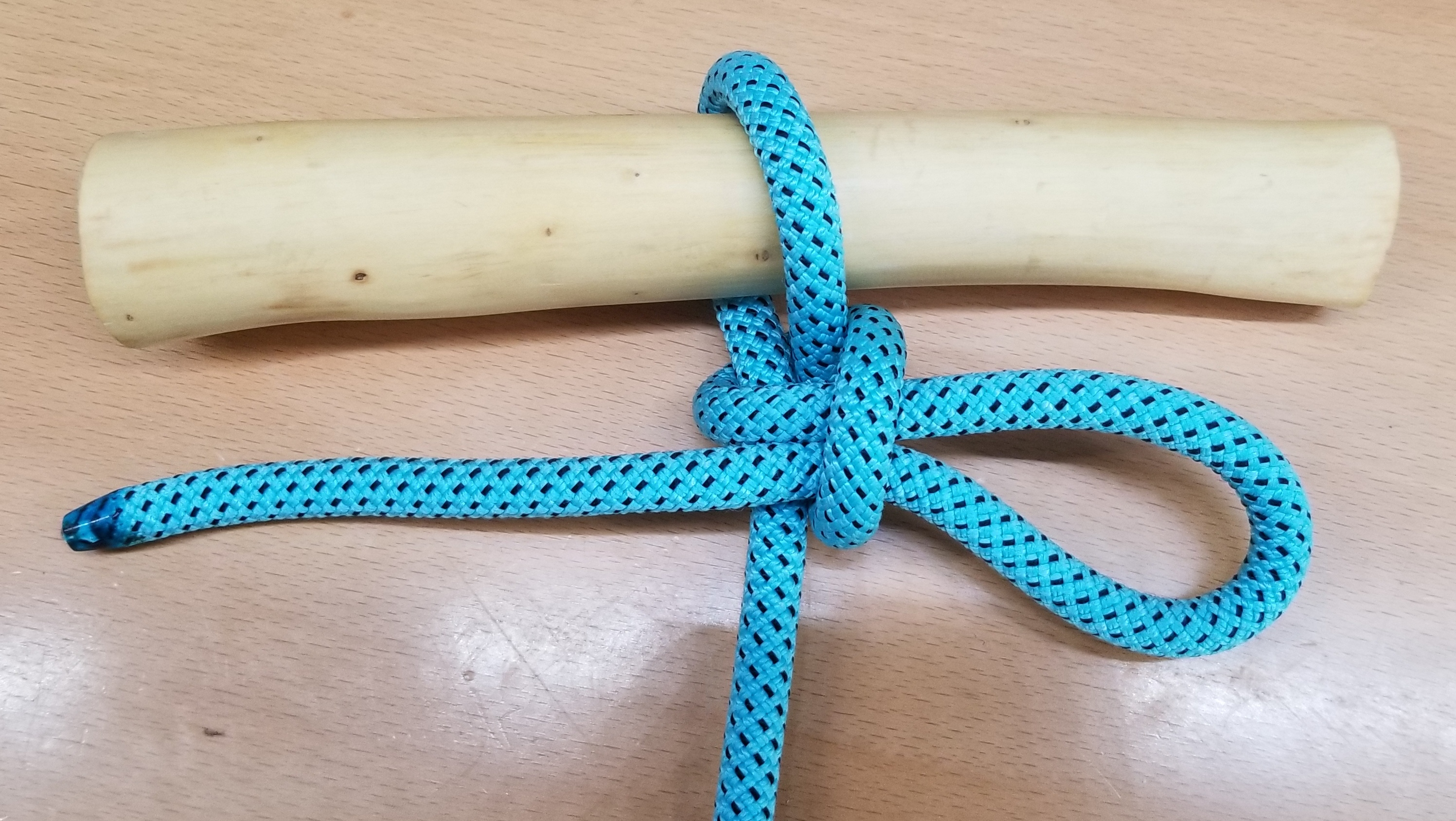
Festgezogen und fertig

#### Ewenkenknoten
Beginn wie beim Halfterstek, aber das erste Auge wird um eine halbe Windung gedreht.

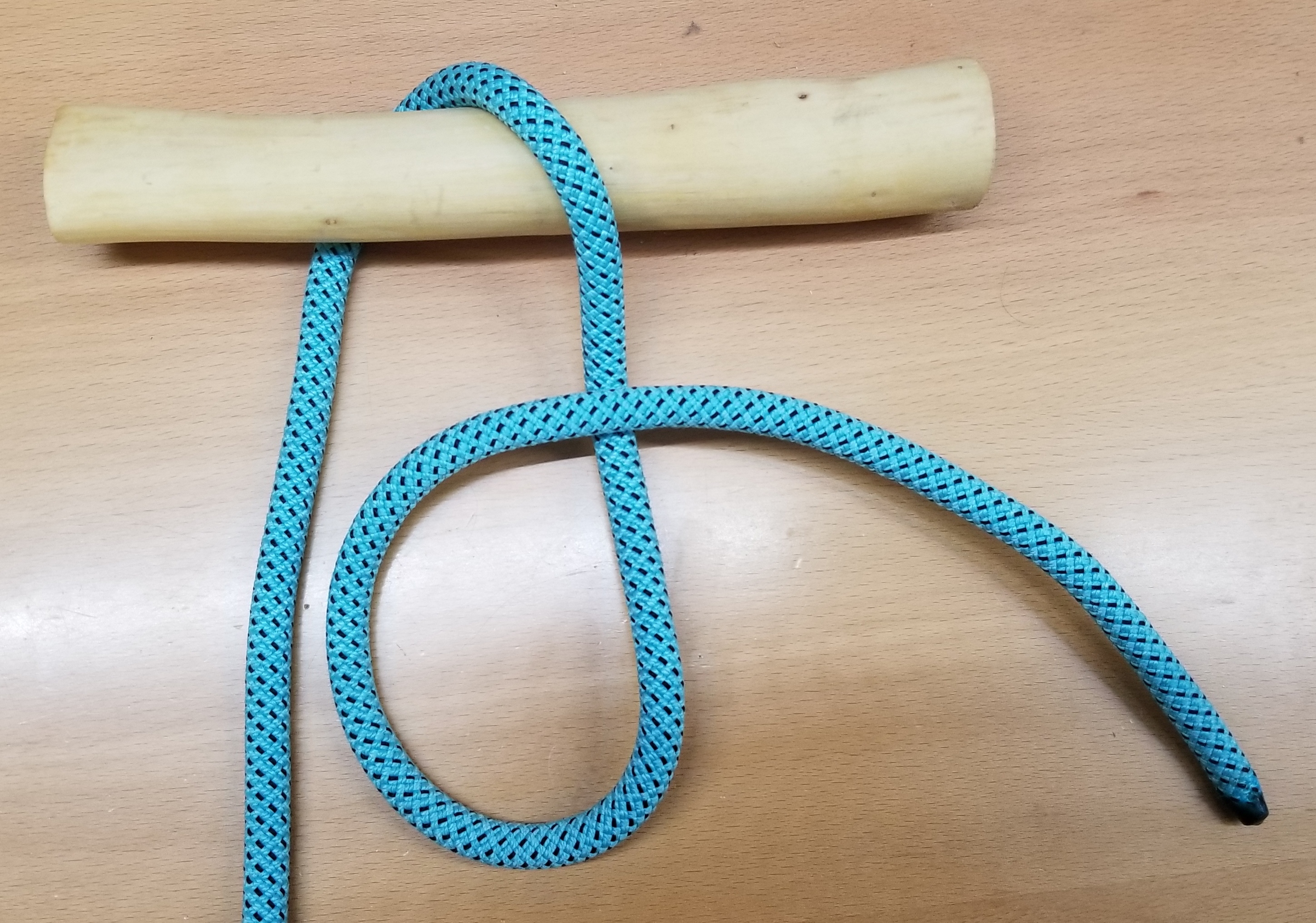
Mit dem losen Ende ein linksgängiges Auge knüpfen
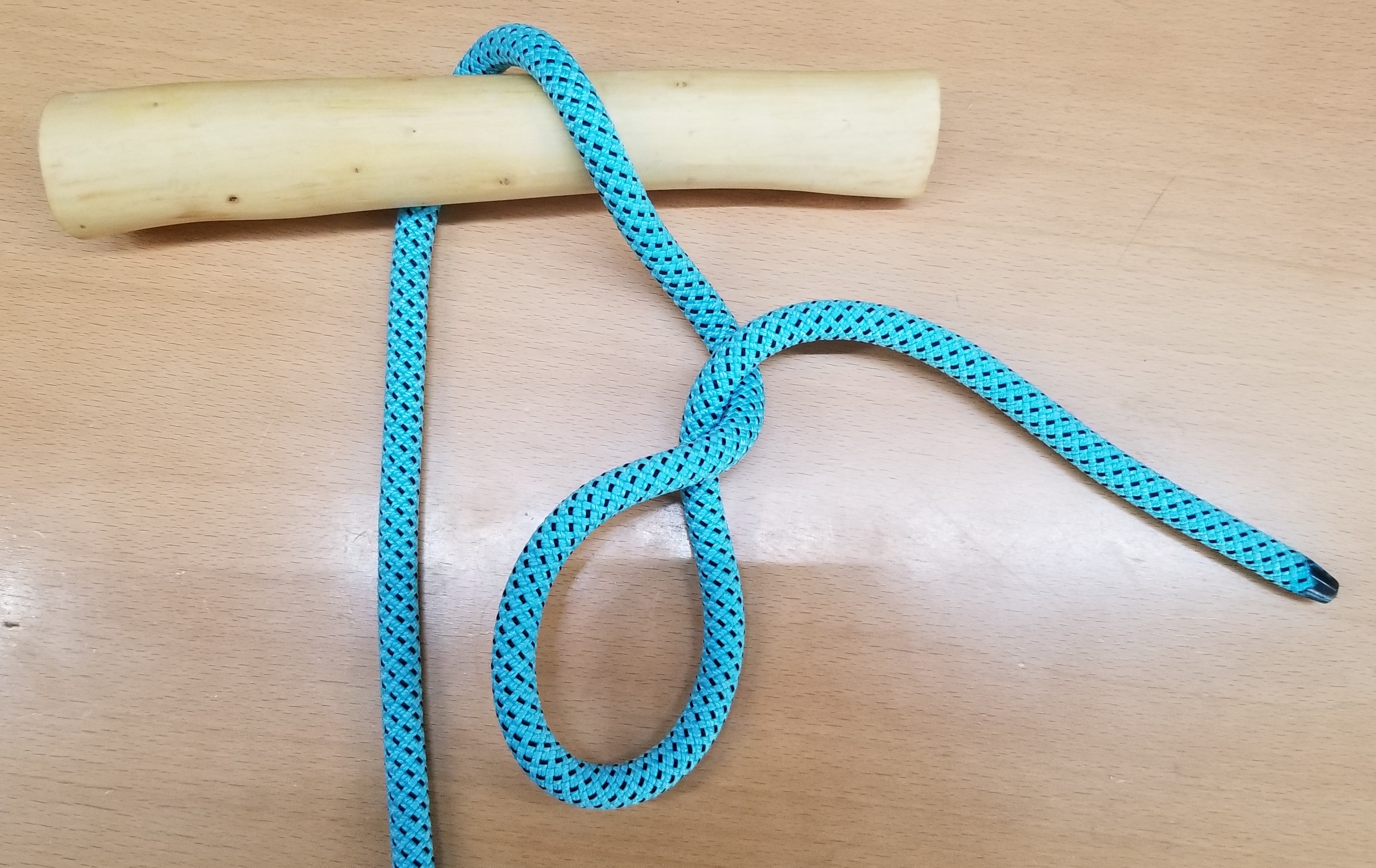
Das Auge entgegen dem Uhrzeigersinn drehen
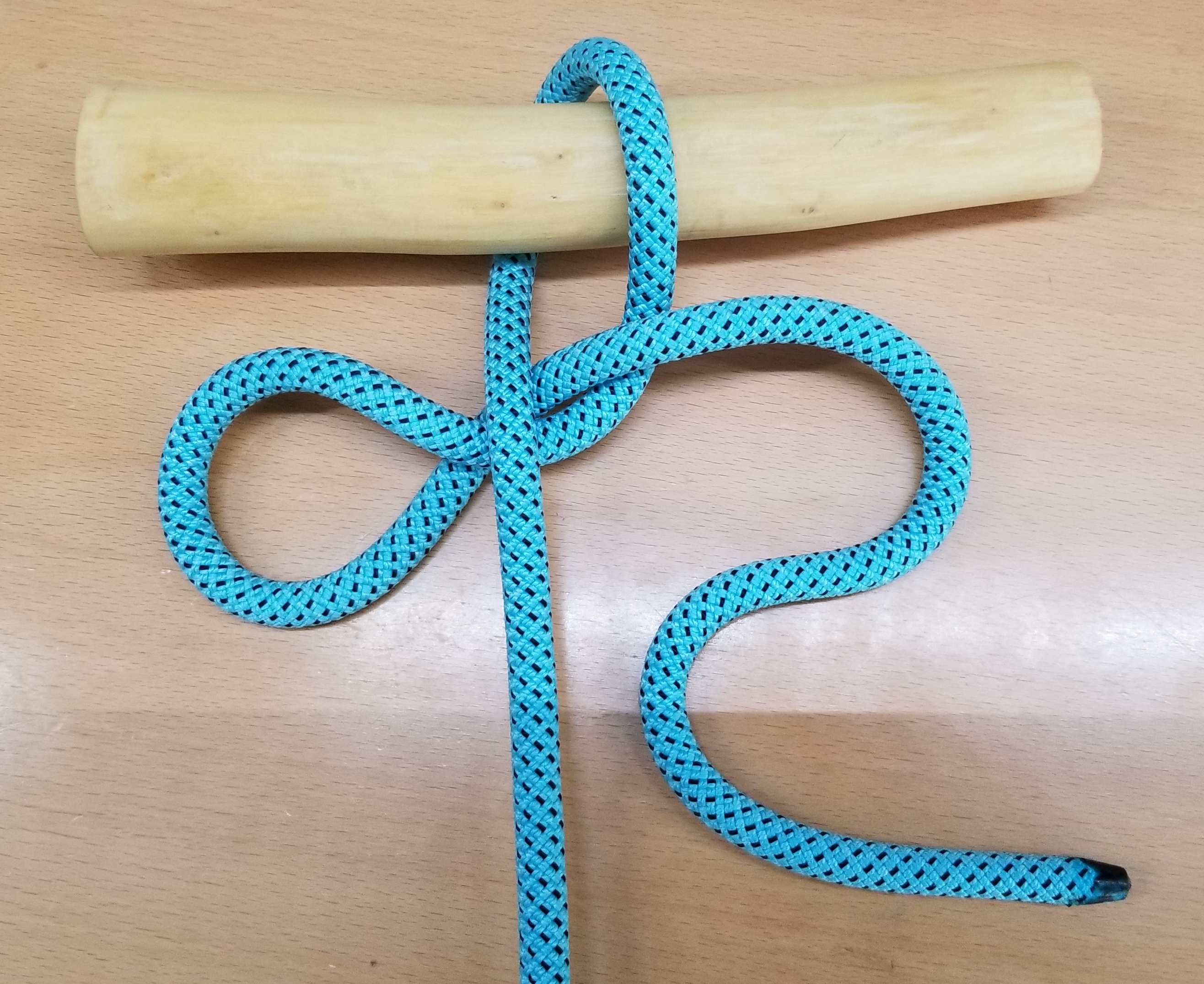
Das Auge unter das feste Ende durchziehen
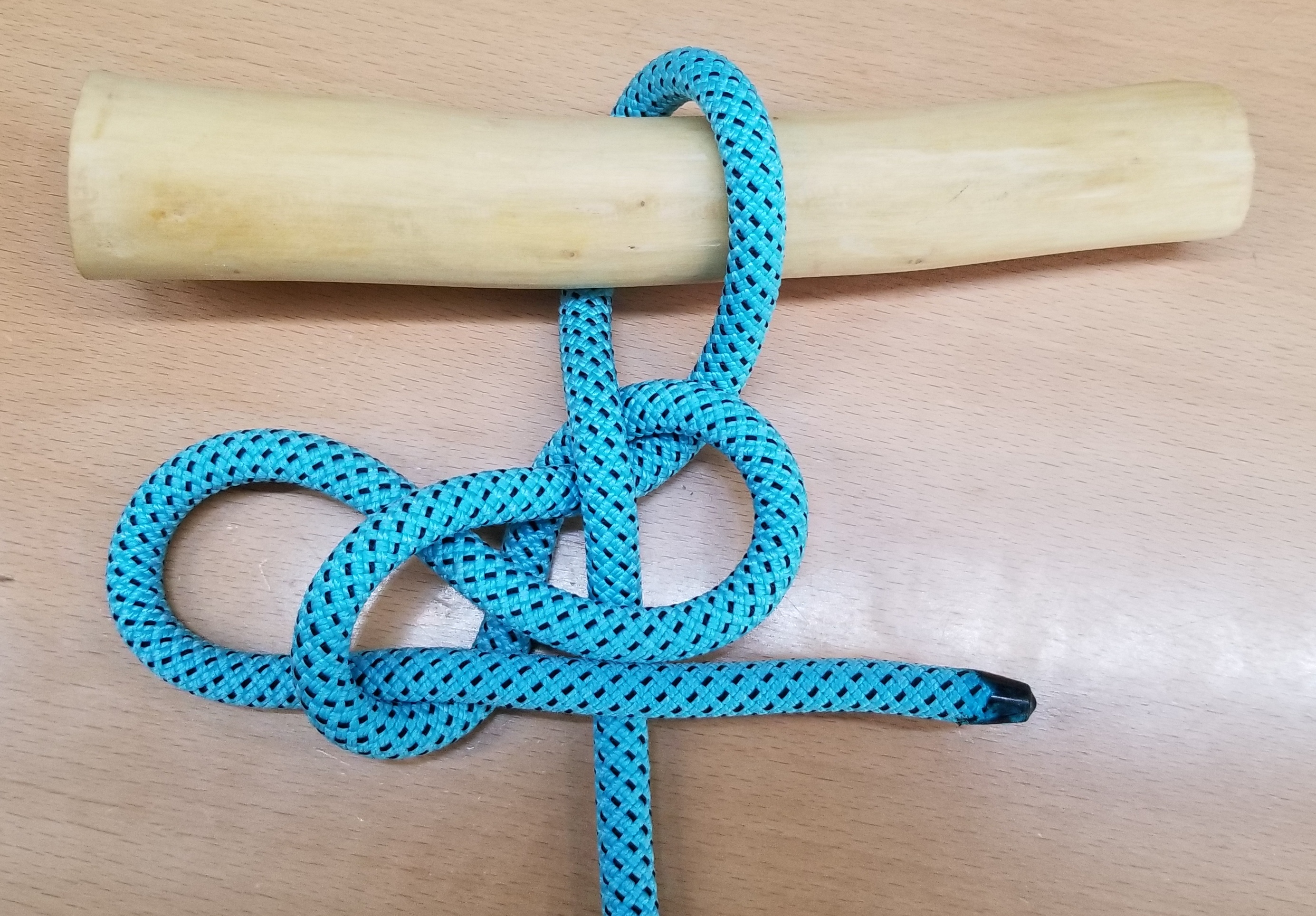
und mit dem losen Ende eine Bucht bilden und über das feste Ende in das Auge stecken
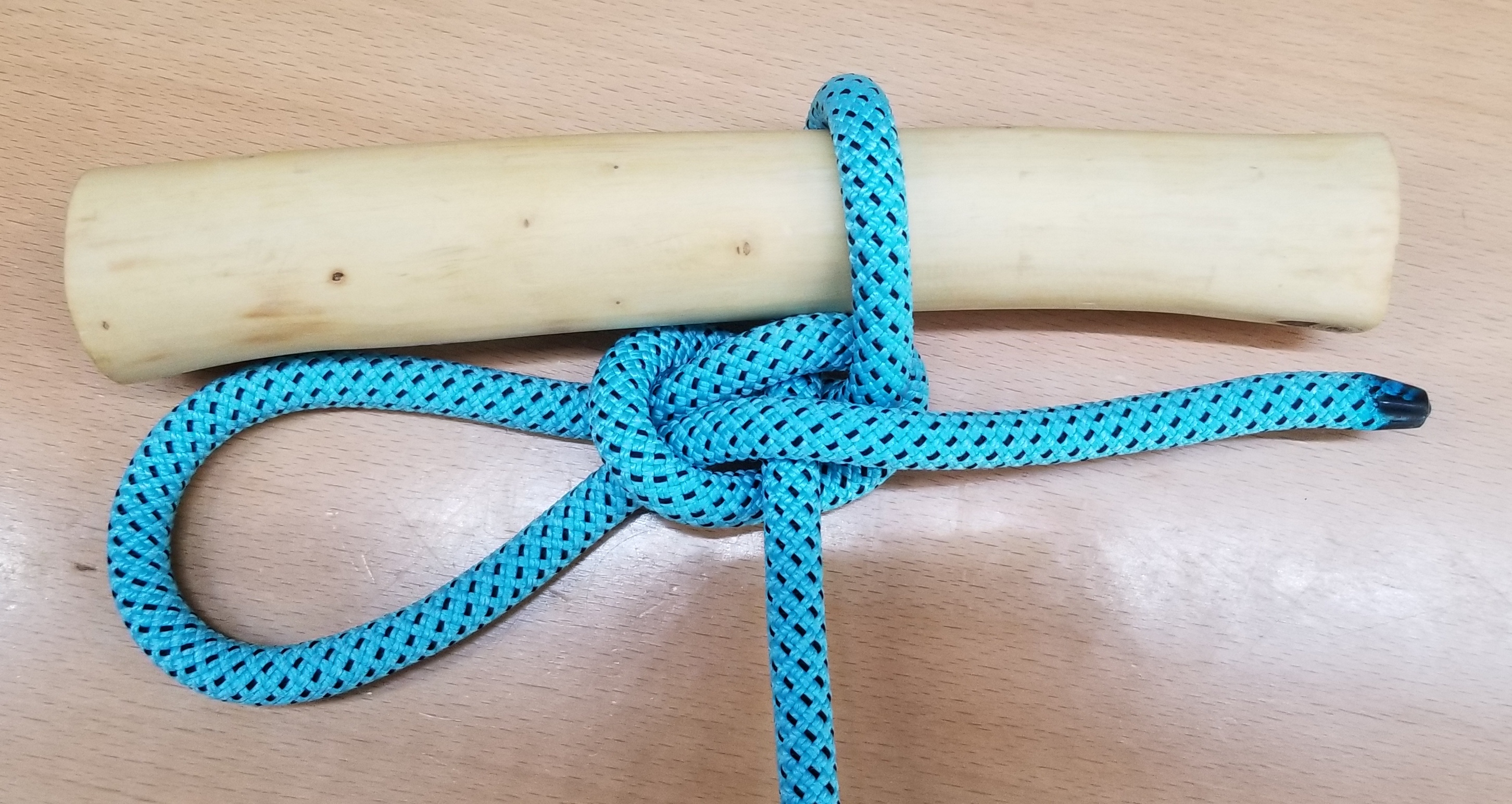
Zuziehen und fertig ist der Ewenkenknoten.
- Video: Knüpfen des Ewenkenknotens mit zwei Händen

#### Gordingstek mit Slip
Er wurde von Landwirtschaftsschulen als Knoten zum Anbinden von Pferden empfohlen.

##### Knüpfweise 1

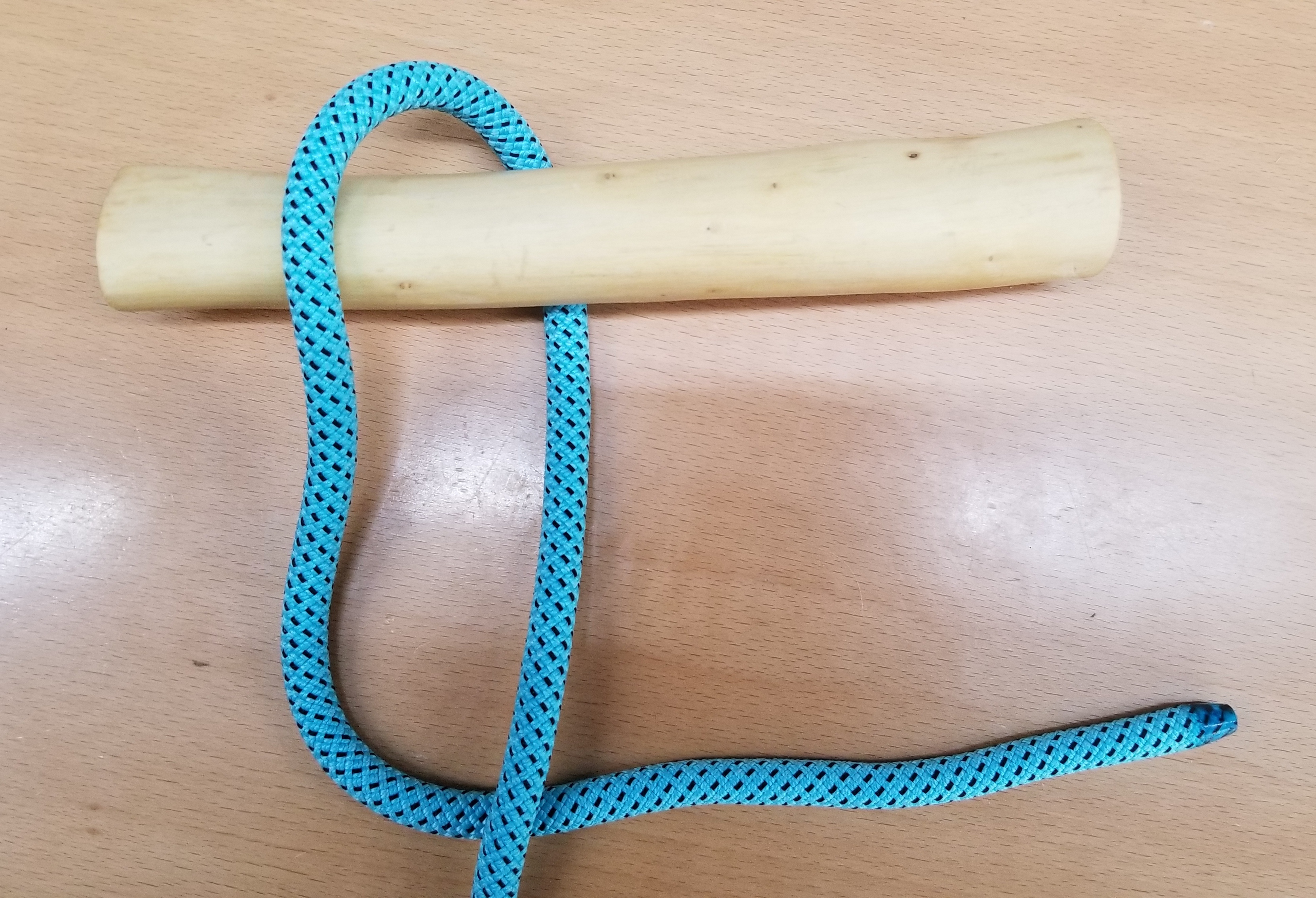
Man macht einen Törn um das Rundholz und führt es unter dem festen Ende durch.
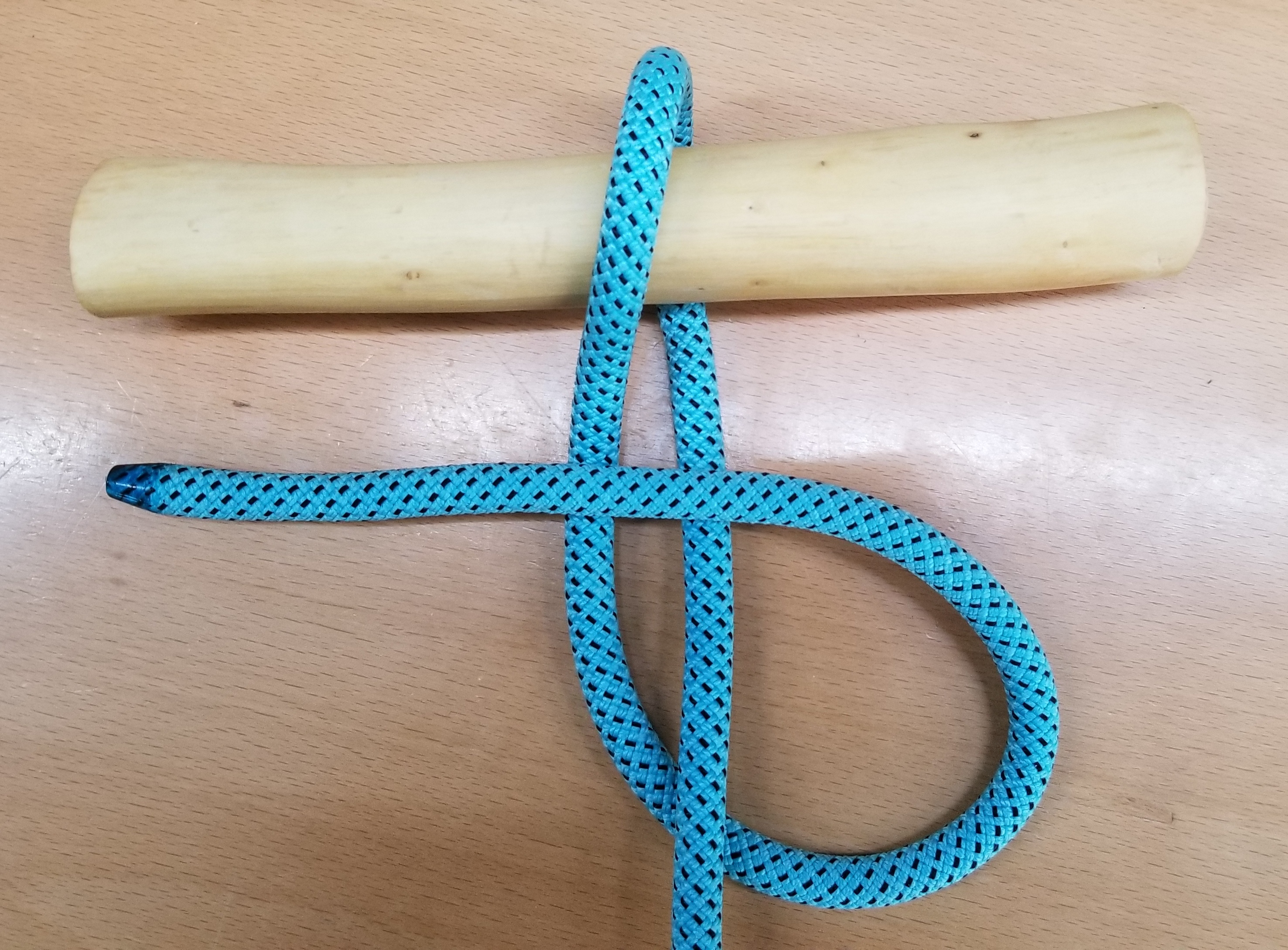
Dann oben rüber
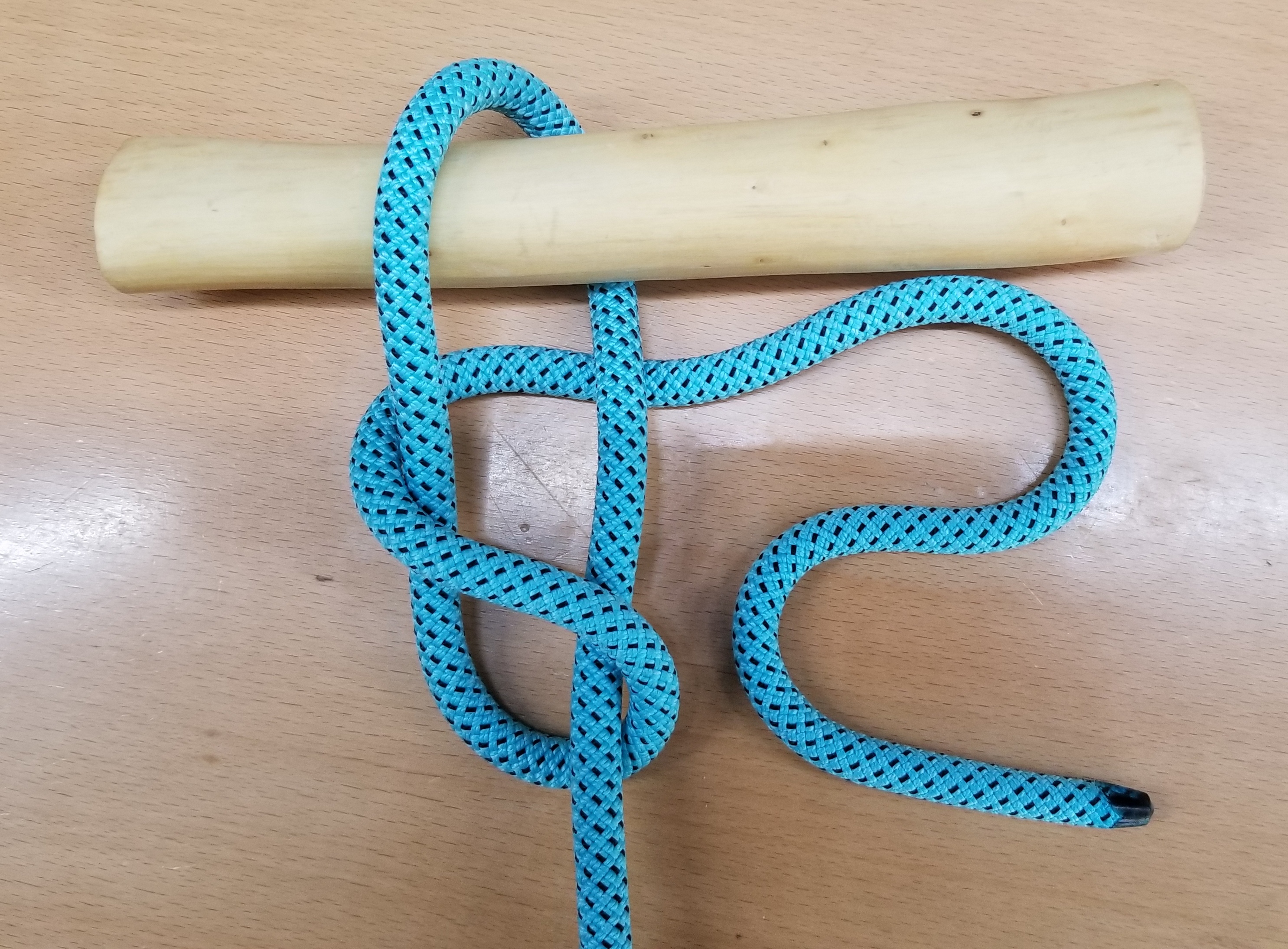
und unten wieder zurück und bildet eine Bucht
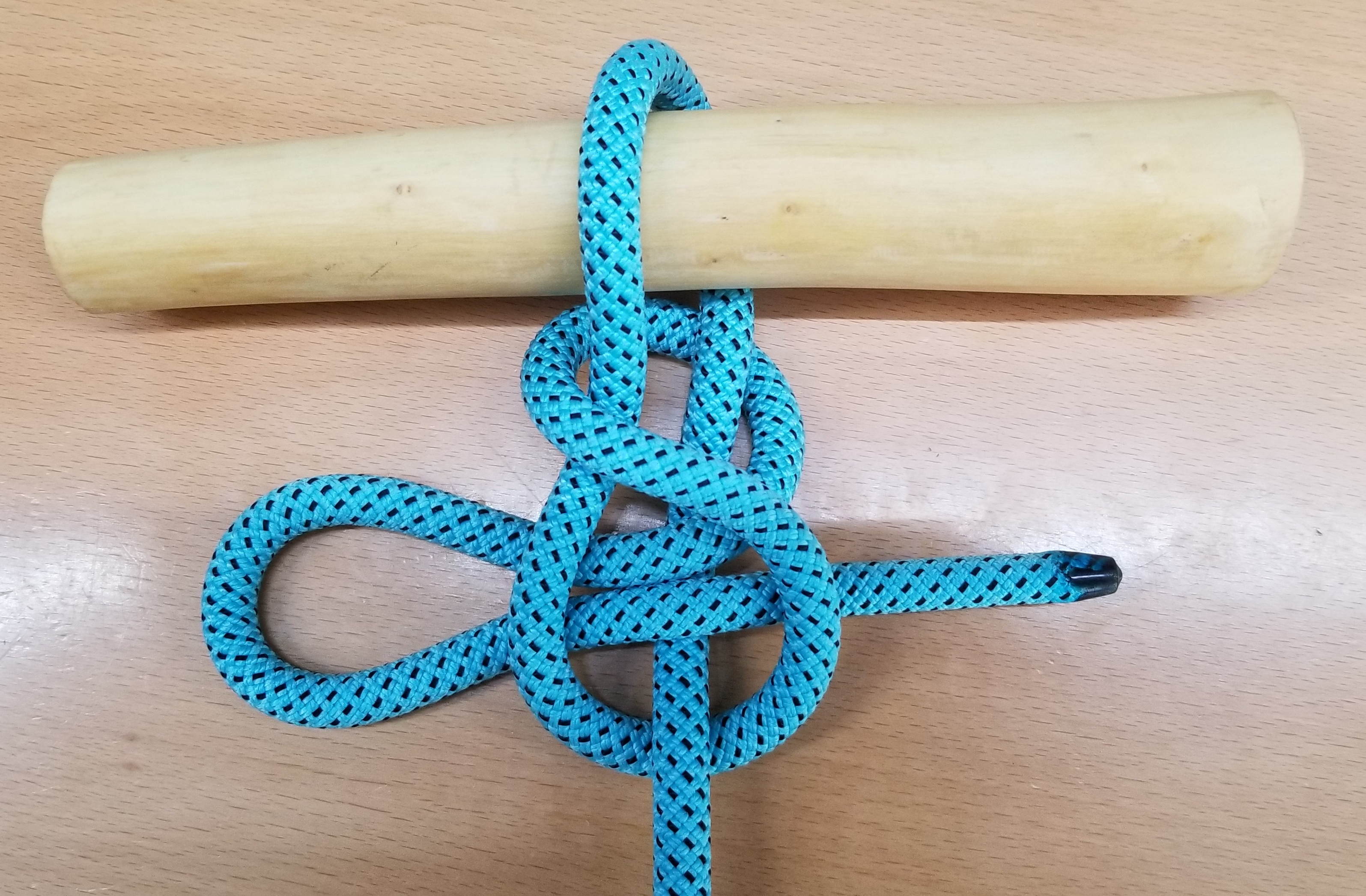
Dann führt man die Bucht unter das untere Auge bleibt aber über dem festen Ende
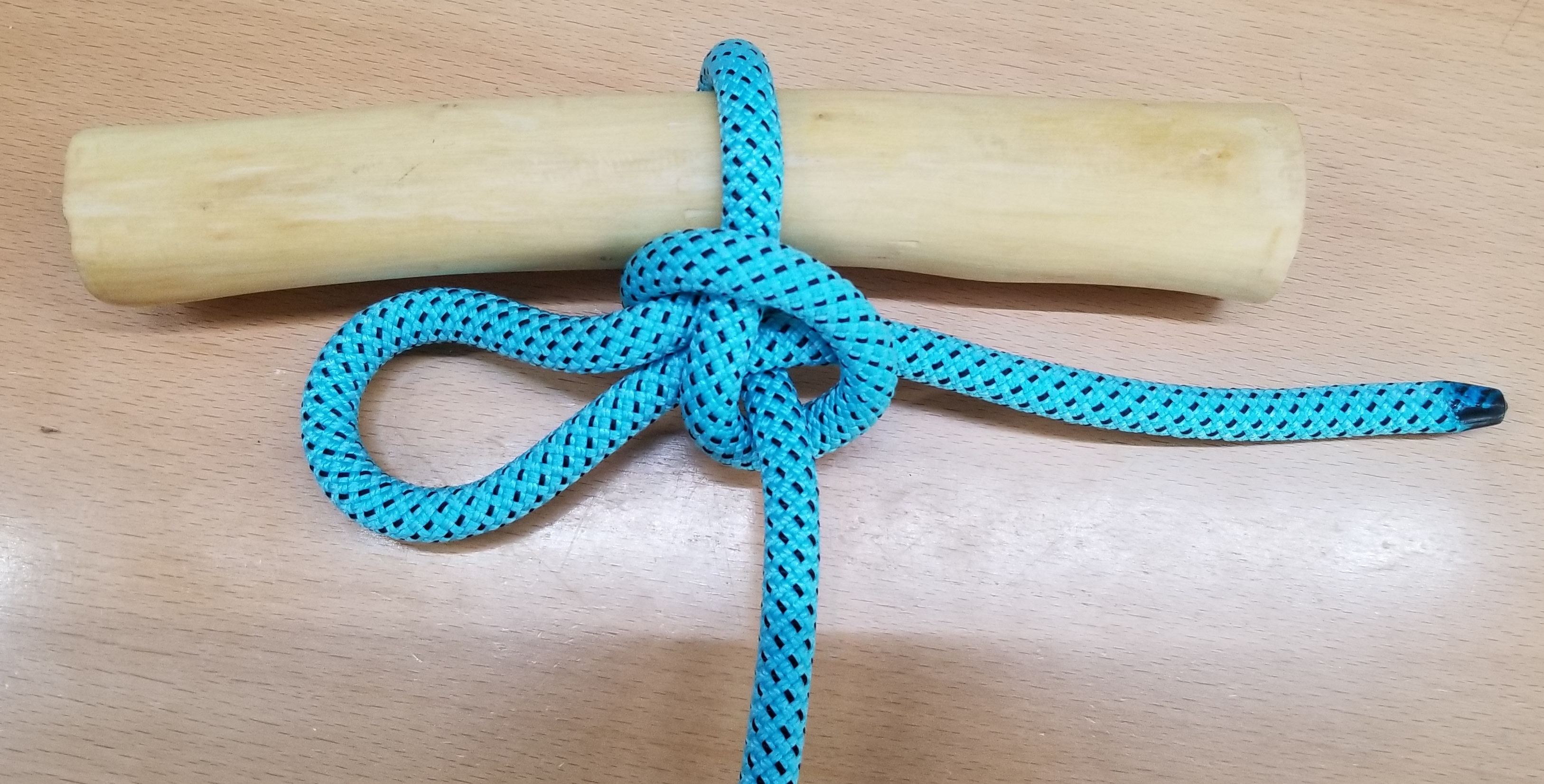
Geslippter Gordingstek
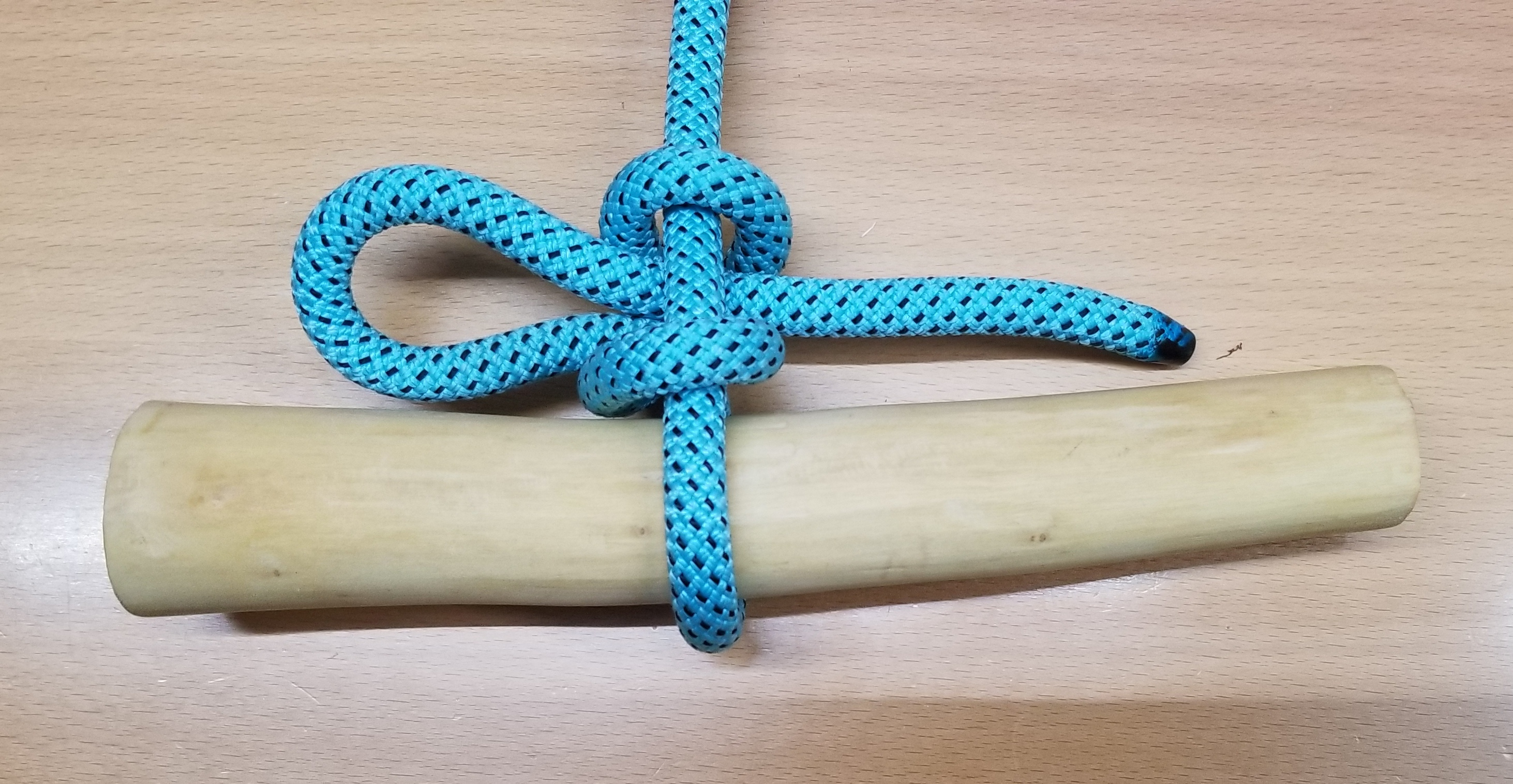
Rückseite des geslippten Gordingsteks

##### Knüpfweise 2

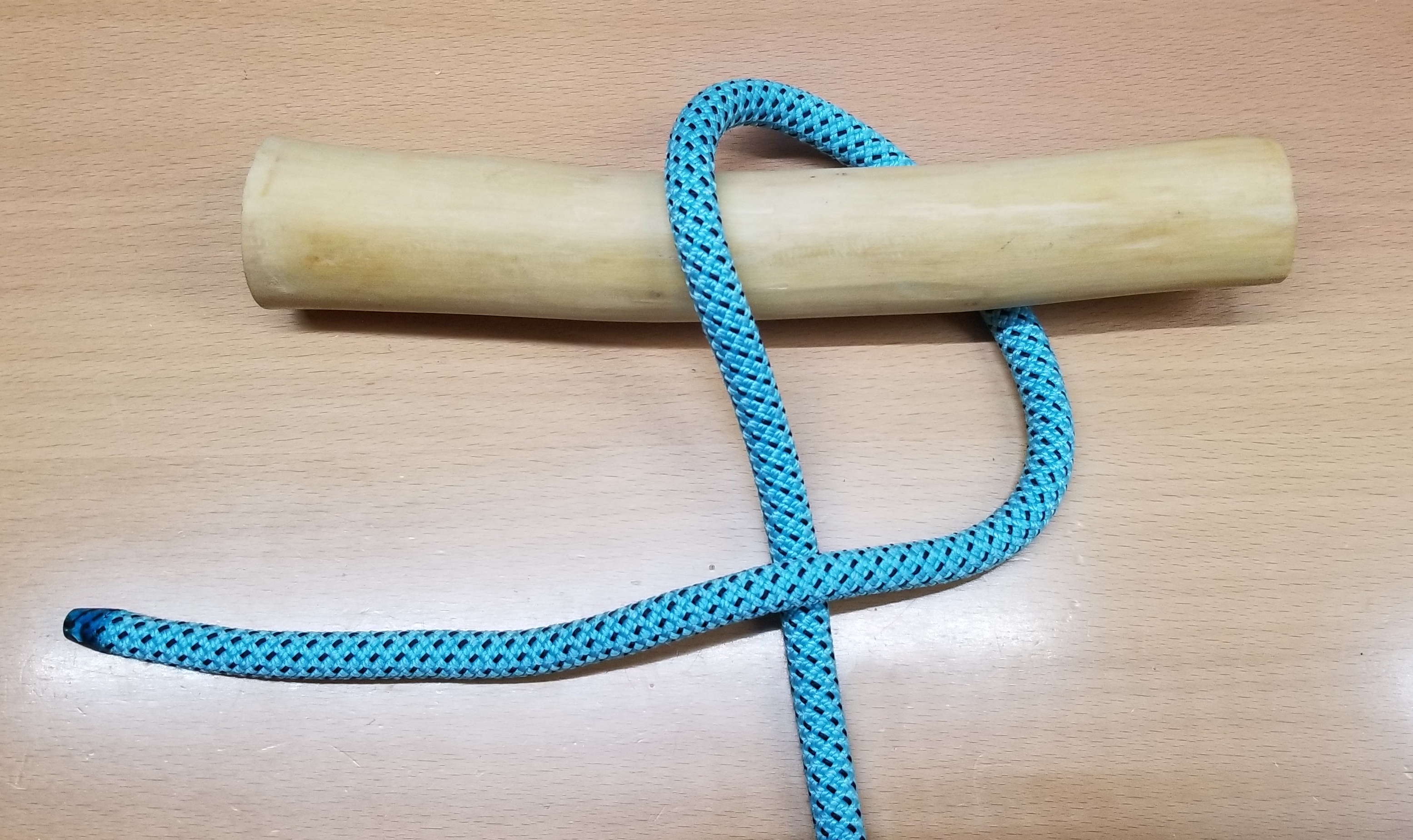
Man macht einen Törn um das Rundholz und führt es über das feste Ende
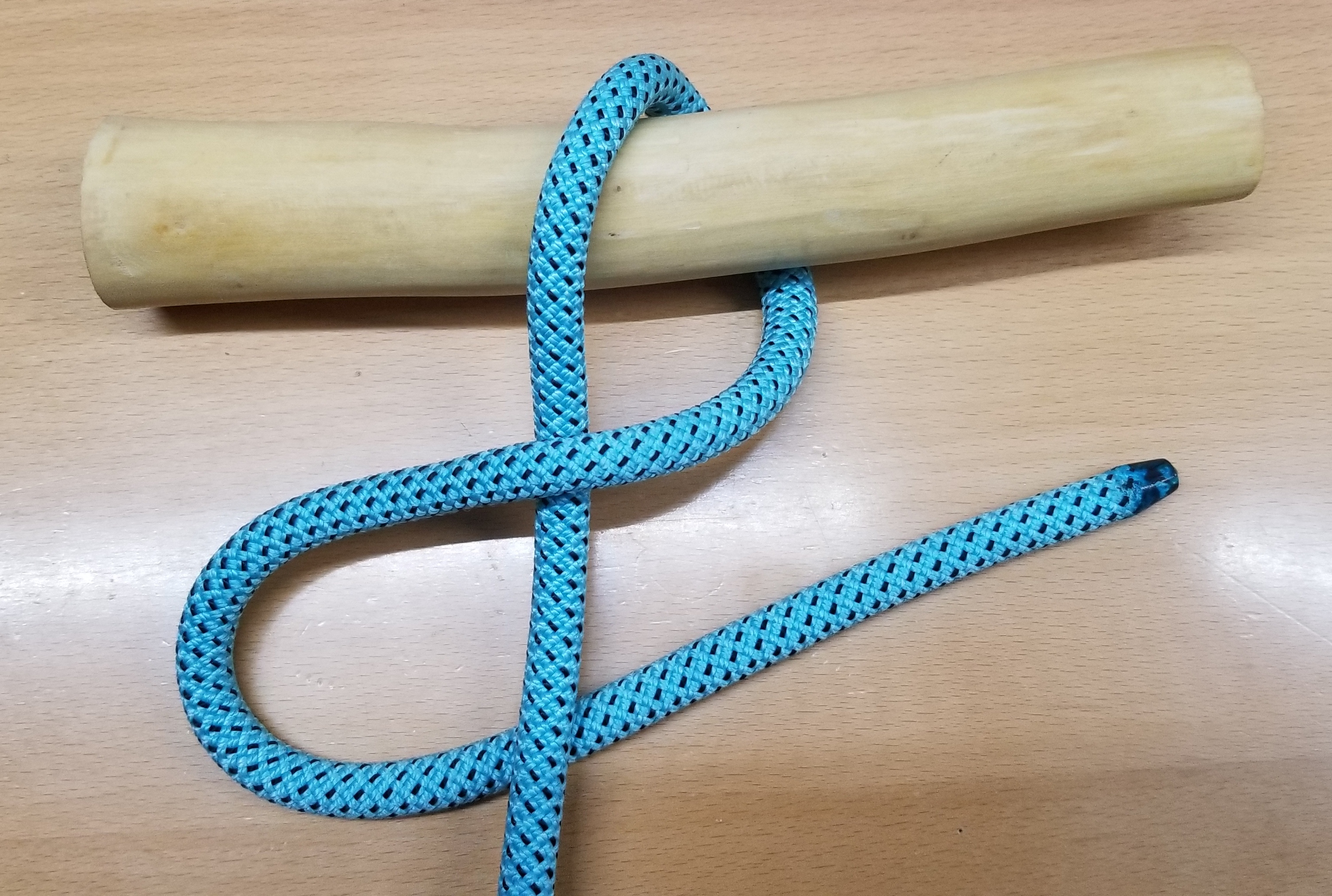
Dann unten durch,
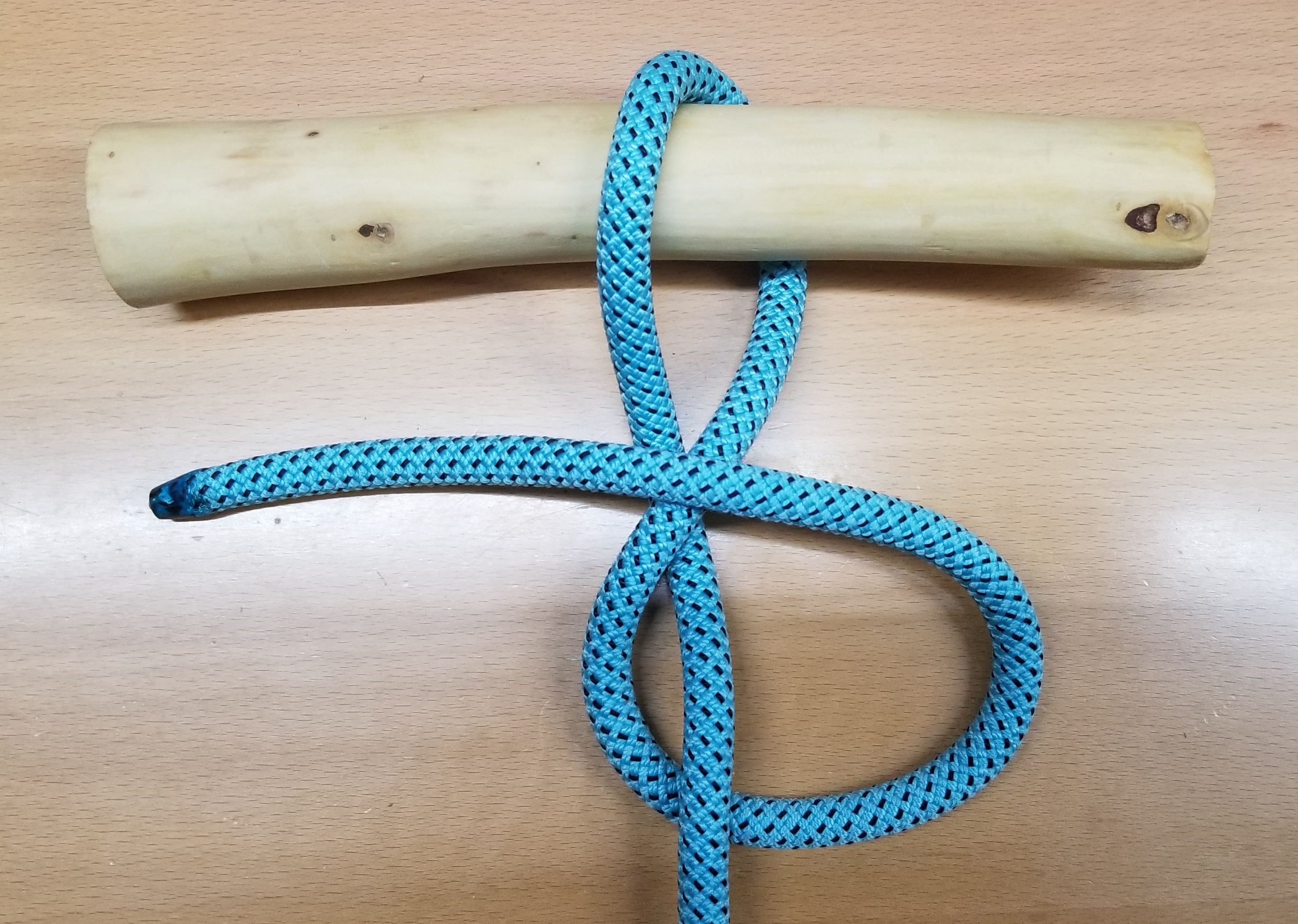
oben wieder zurück
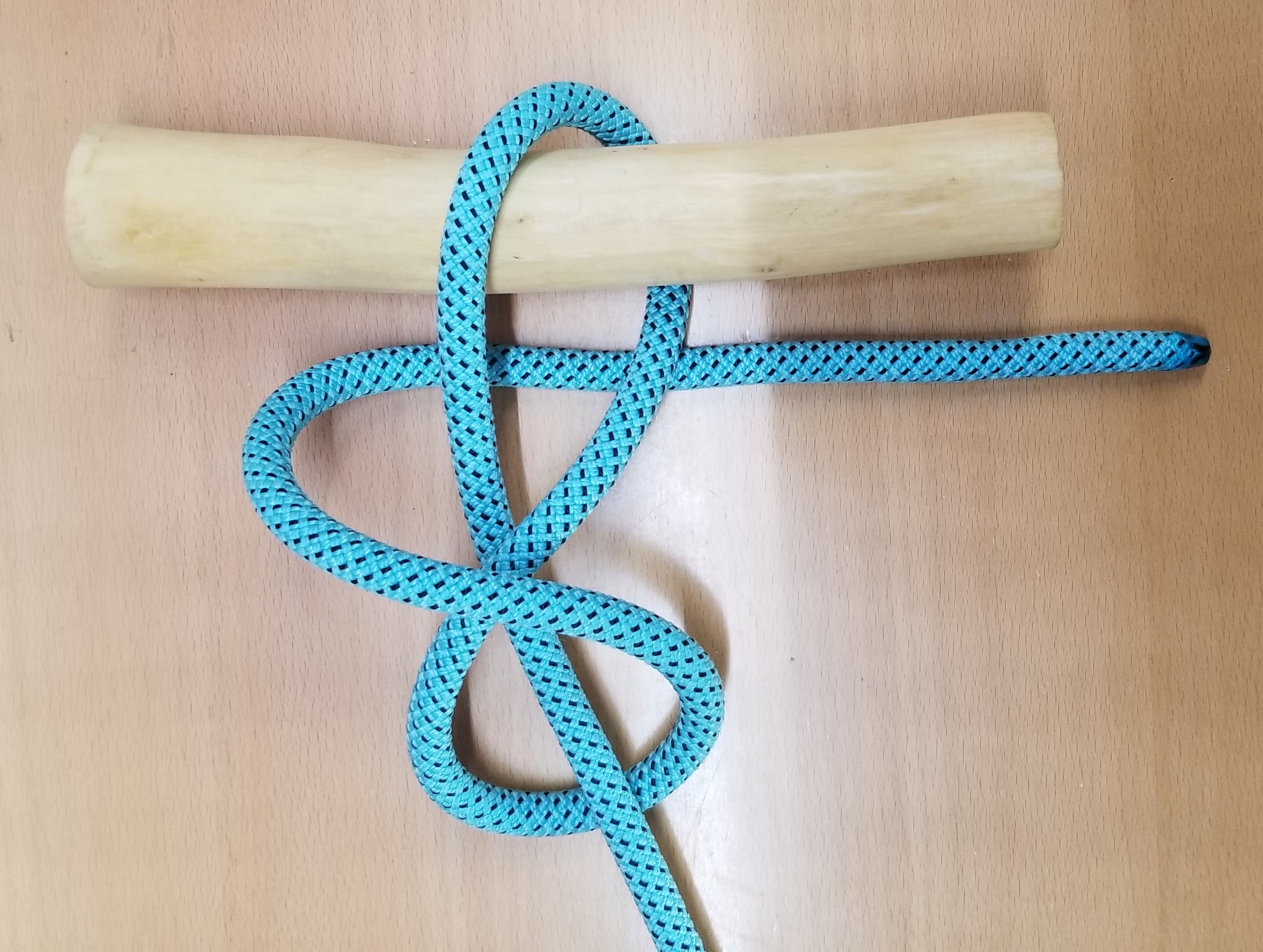
und unten wieder durch
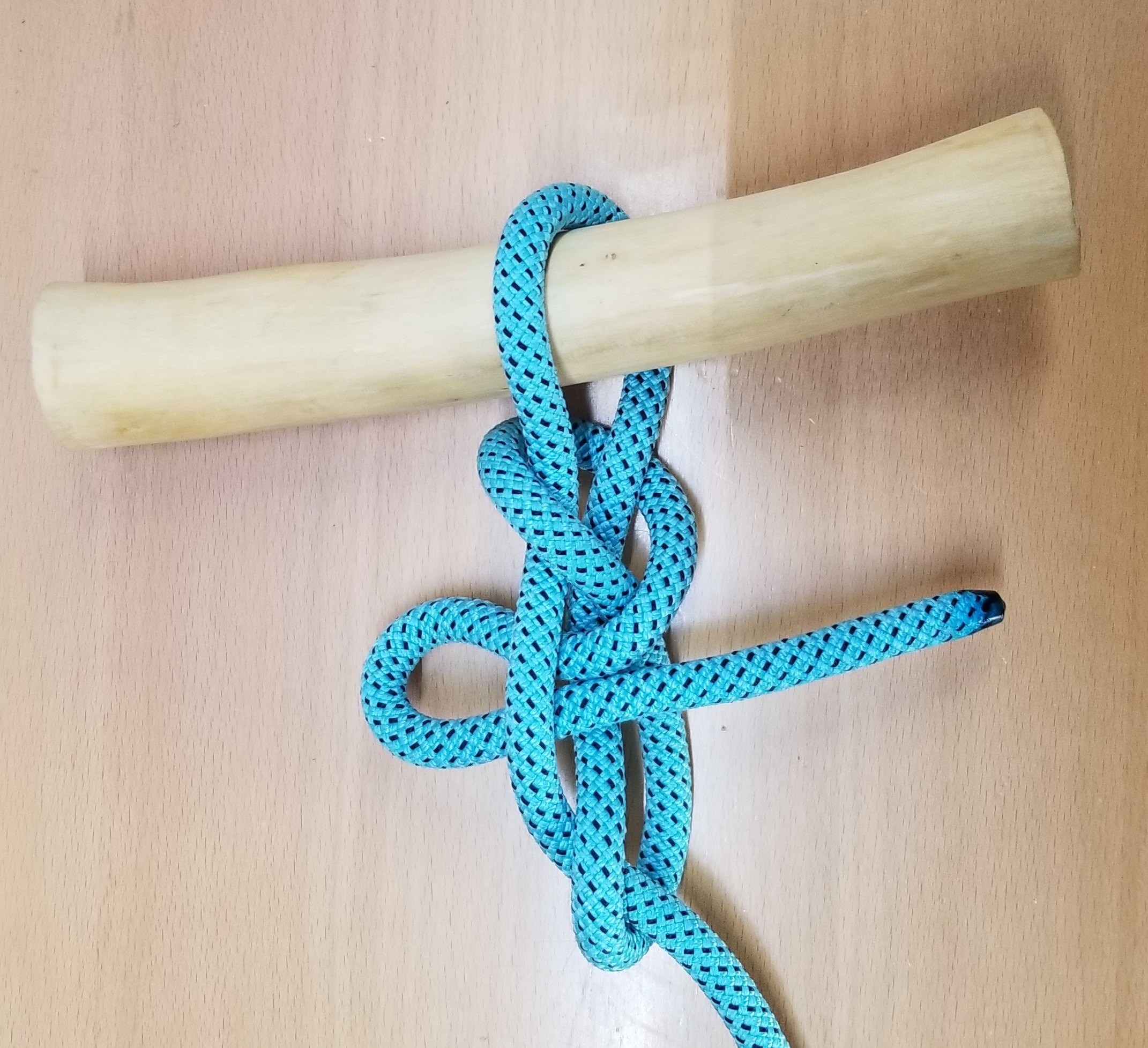
Man bildet eine Bucht und führt es unter die stehende Part durch
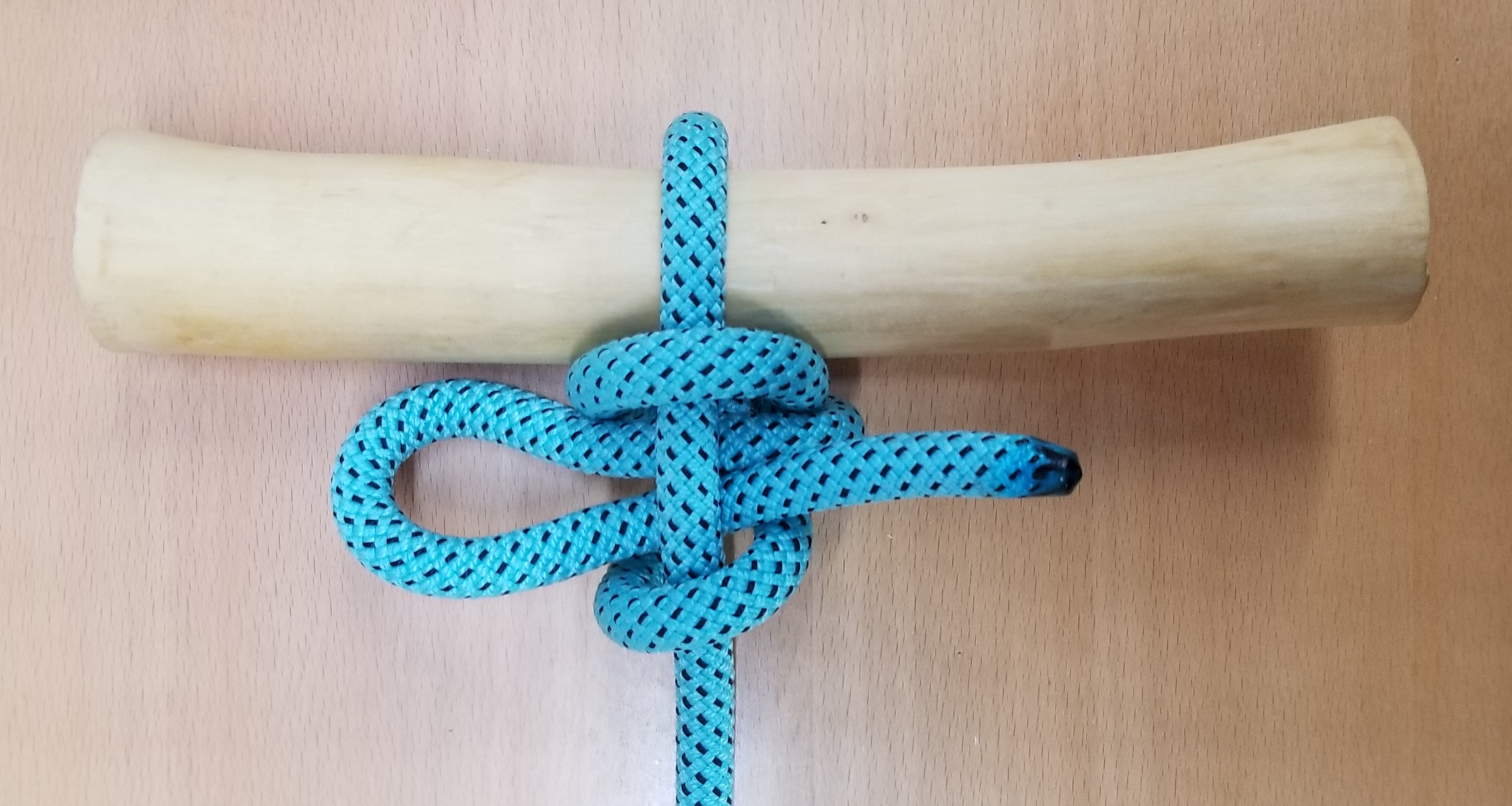
Geslippter Gordingstek Vrgl. Rückseite bei Knüpfweise 1

#### Schotknotenstek auf Slip
Ein weiterer Knoten zum vorübergehenden Verankern eines kleinen Bootes bis zum Anbinden eines Weidetieres ist der Schotknotenstek auf Slip (engl. Sliding Sheet Bend Hitch), auch nur Schotstek auf Slip oder Muringstek genannt. Wenn kleine Boote in Tiedengewässern an ihrem Liegeplatz steigen und fallen, kann damit die Leine (wenn man sie lang genug bemisst) mit an Bord genommen werden und der Knoten schnell vom Boot aus gelöst werden. Er wird damit auch Tidenstek genannt. Siehe dazu auch den Stek für einen hohen Pfosten.

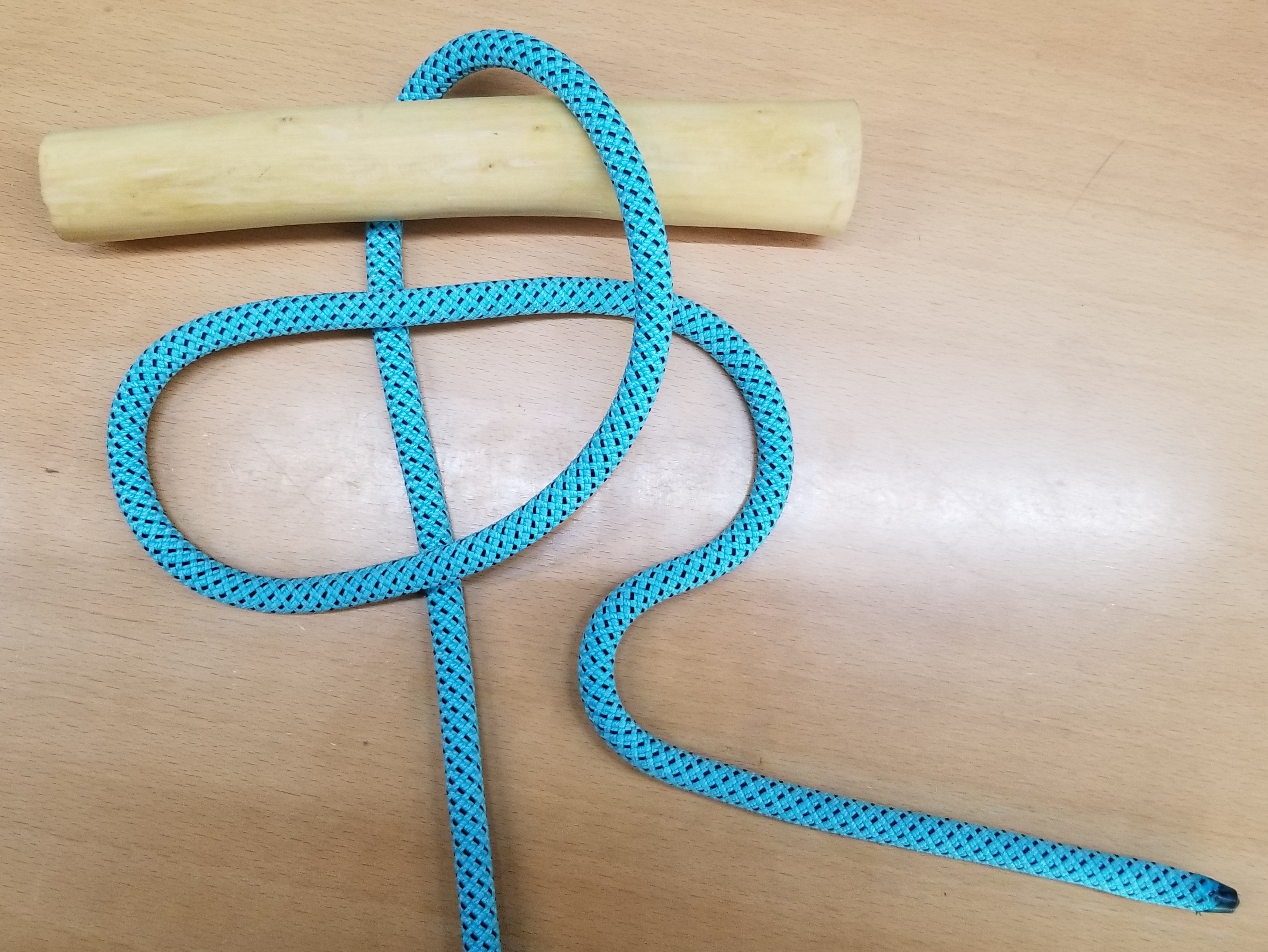
Mit dem losen Ende ein rechtsgängiges Auge auf das feste Ende legen und eine Bucht bilden
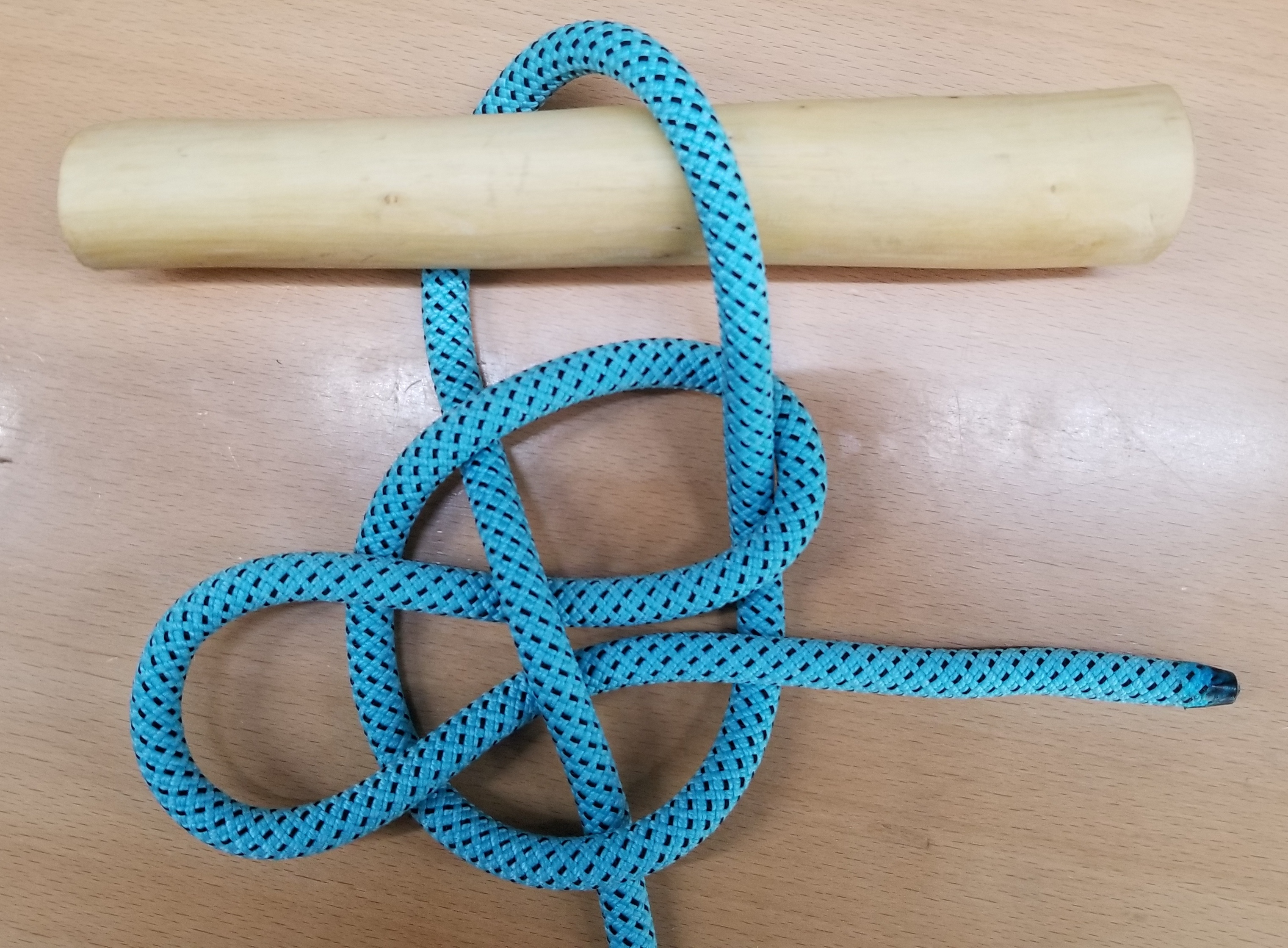
Die Bucht unter das feste Ende aber über dem Auge durchziehen
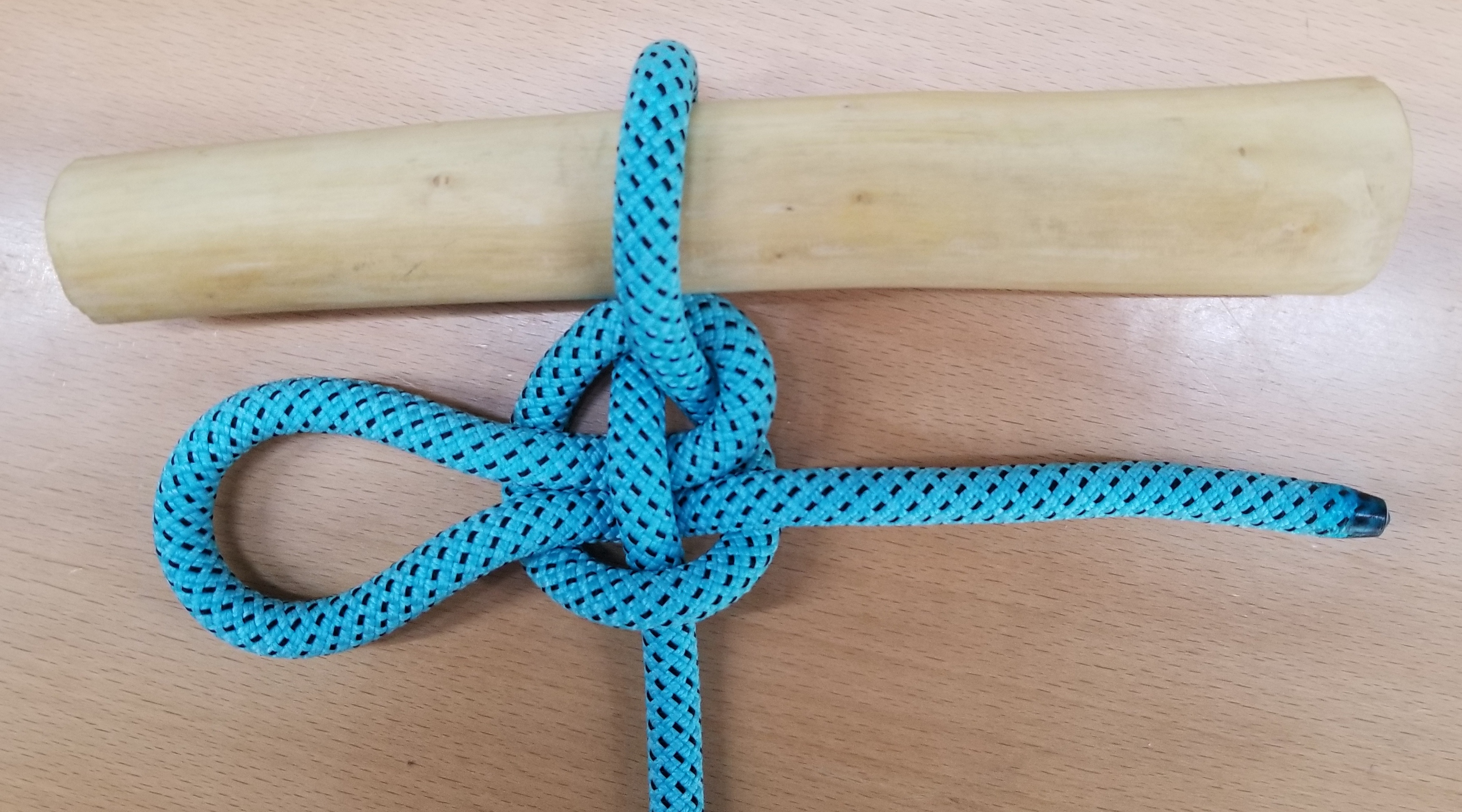
Schotstek auf Slip, oder auch Muringstek. Nicht ganz so sicher wie der voranstehende geslippte Gordingstek

#### Kettenstek

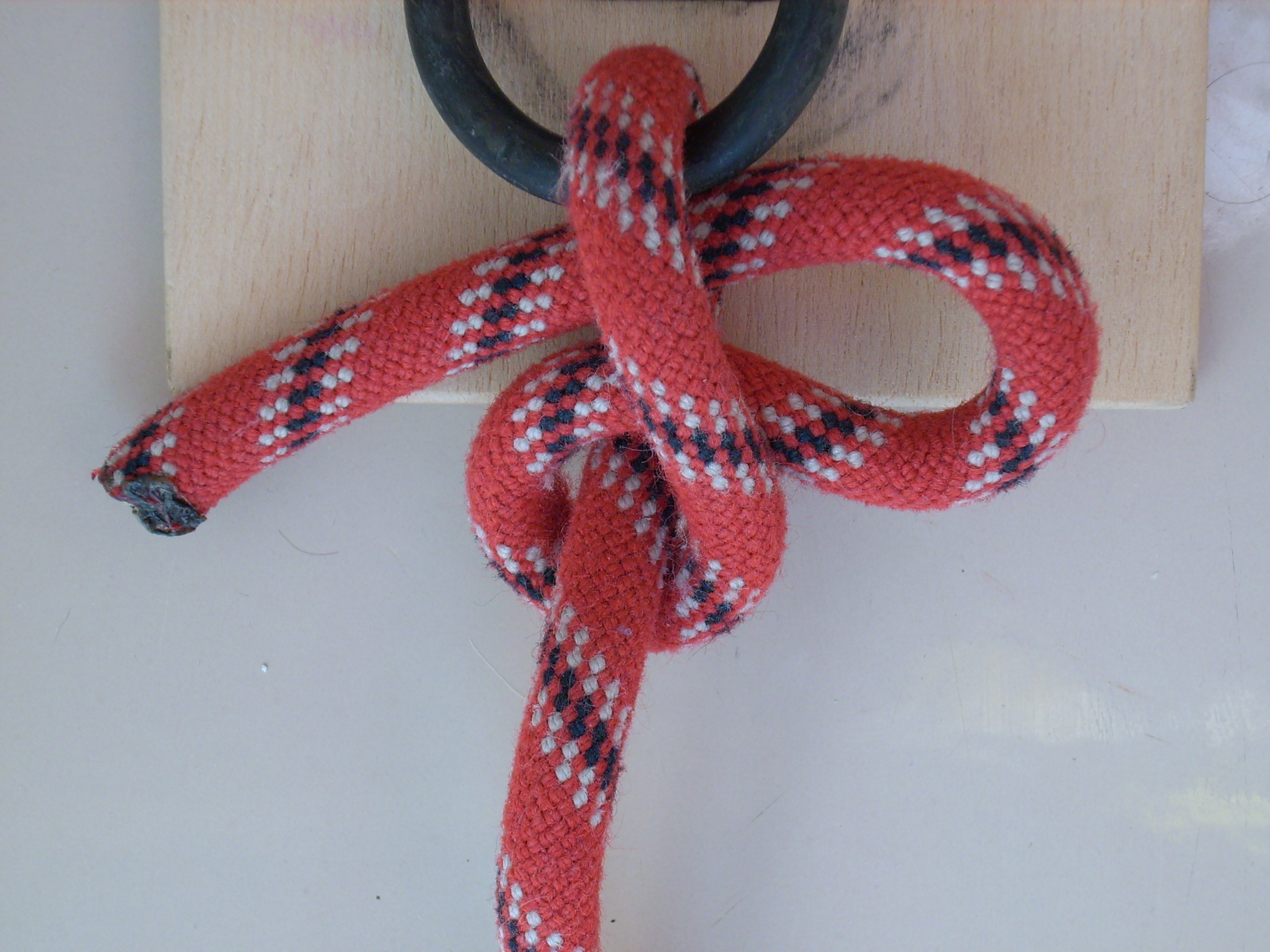
Nicht geeignet zum Anbinden eines Pferdes ist der Halbe Schlag mit Slip. Er löst sich durch die Bewegung des Pferdes.
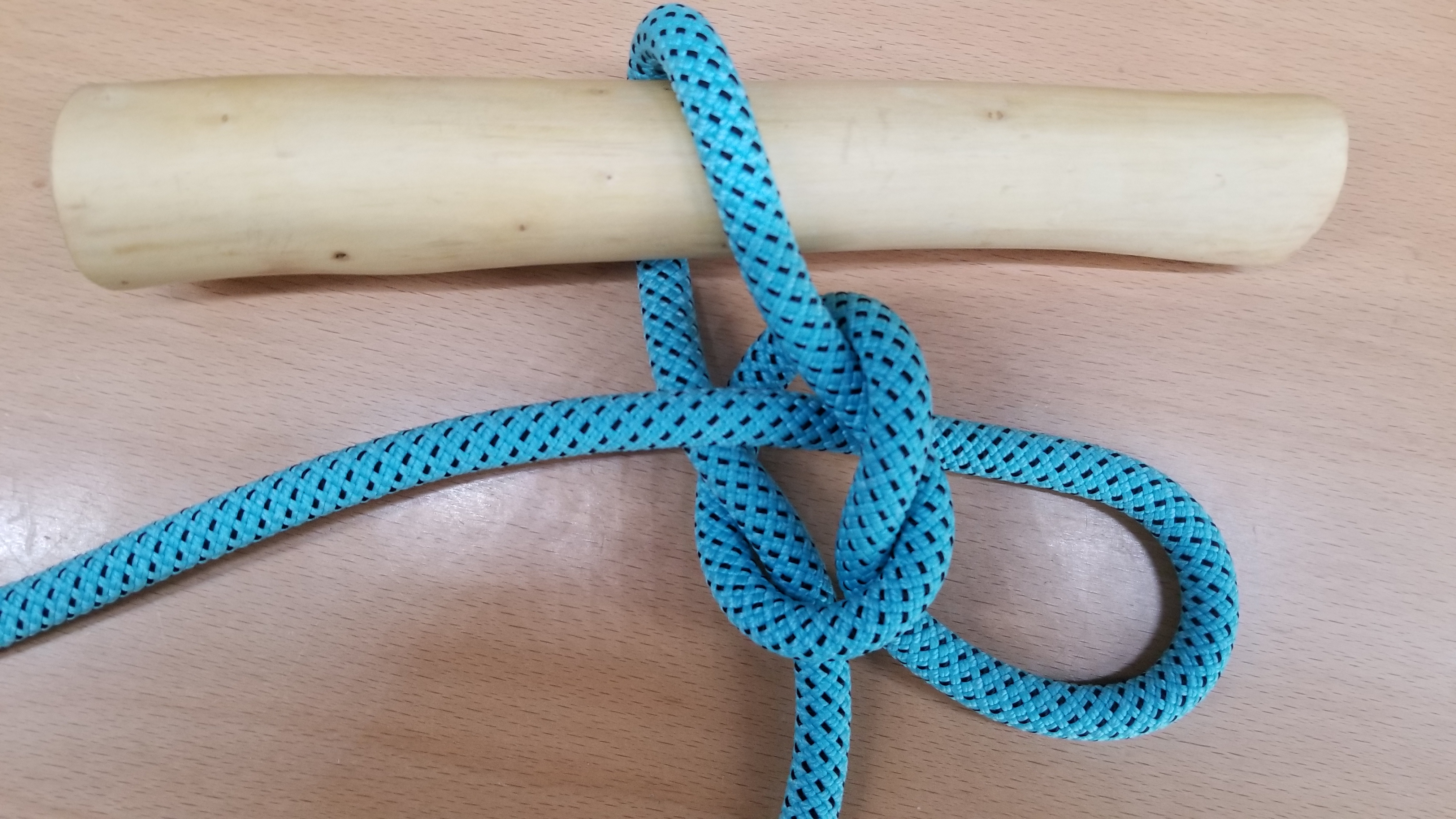
Man kann ihn aber sichern, indem man eine weitere Bucht durch die erste Bucht steckt, man also einen weiteren Slip macht.
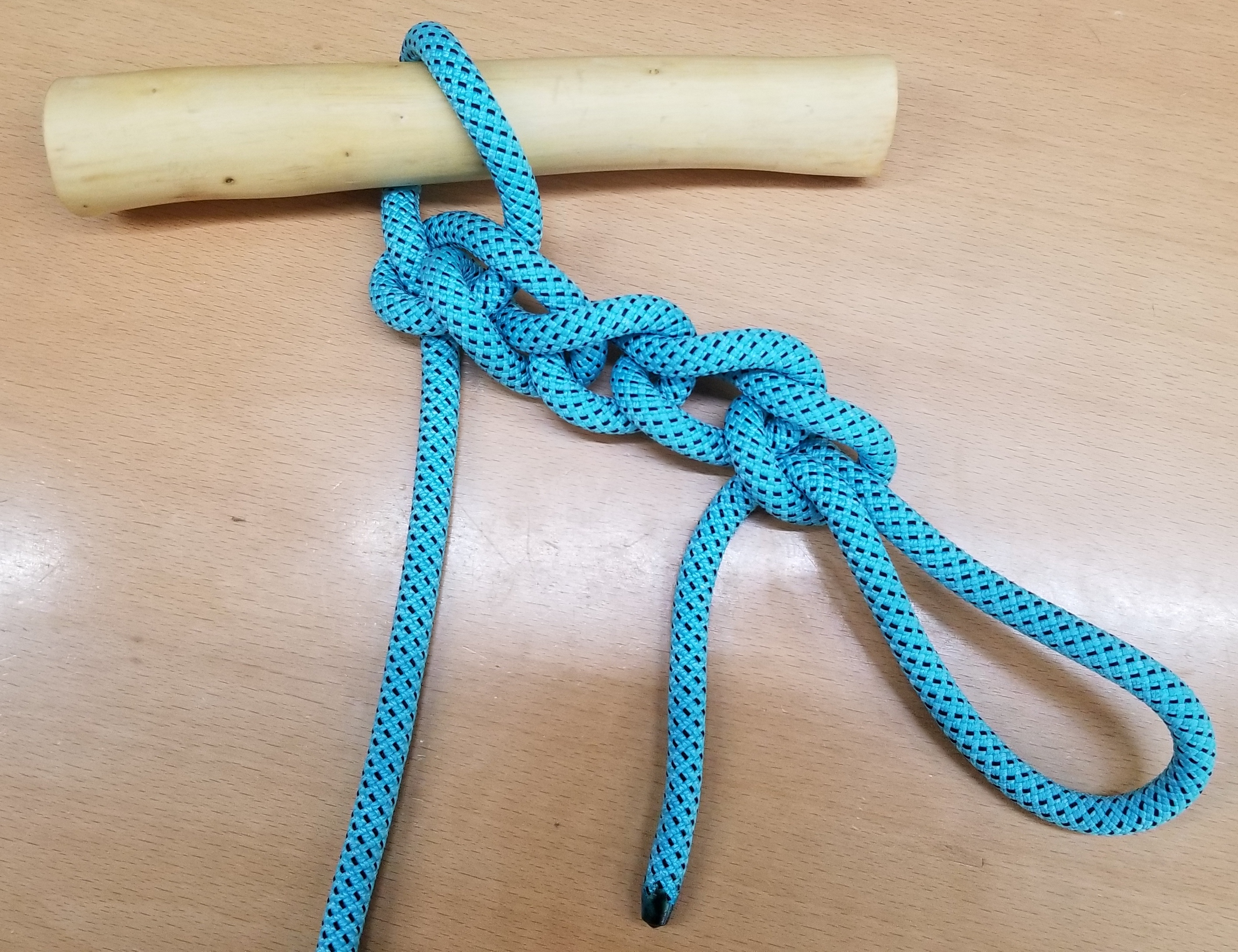
Mehrfach fortgesetzt entsteht ein Kettenstek.
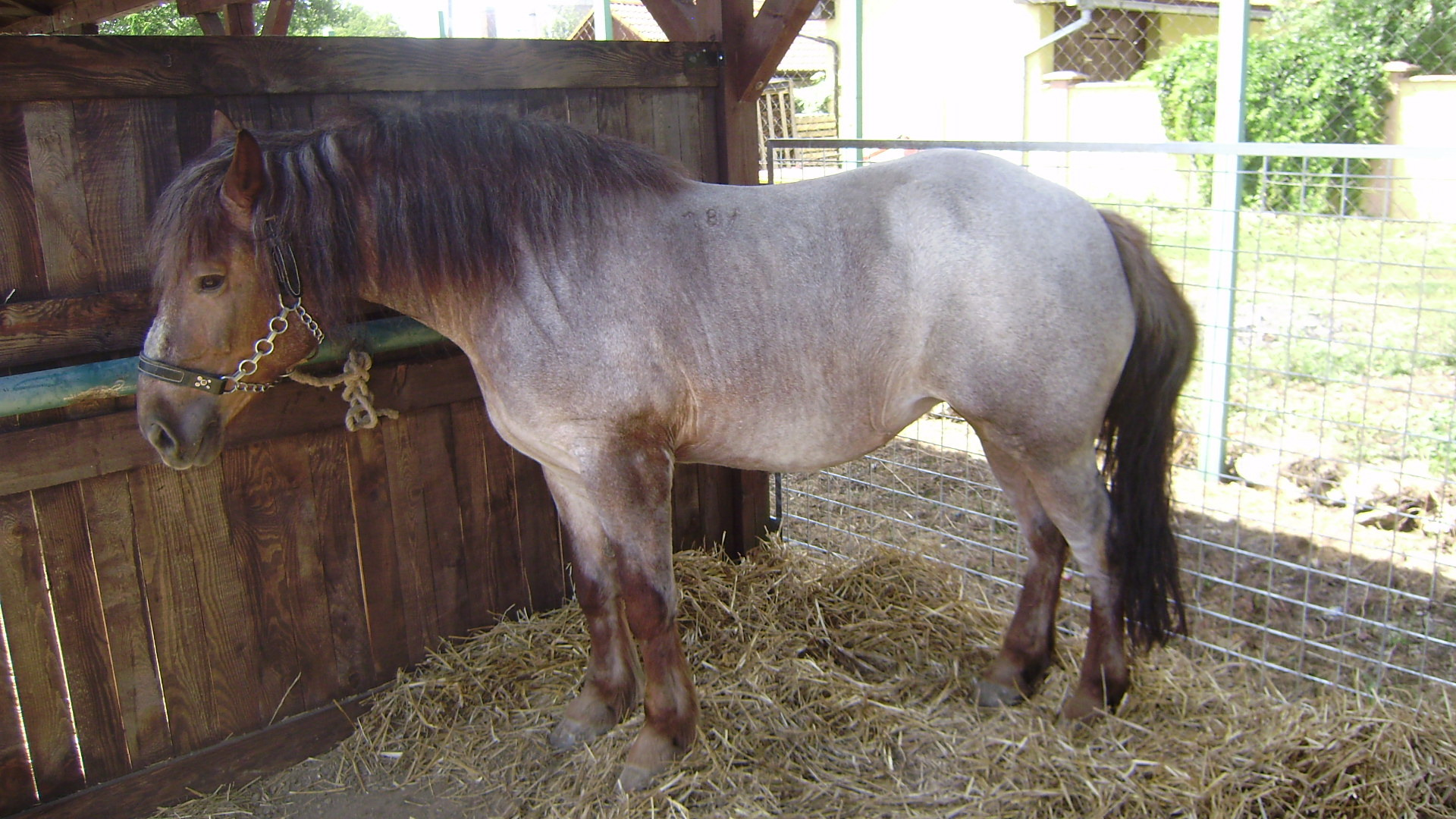
Međimurje-Pferd angebunden an Kettenstek

#### Pferdeknoten (Variante)

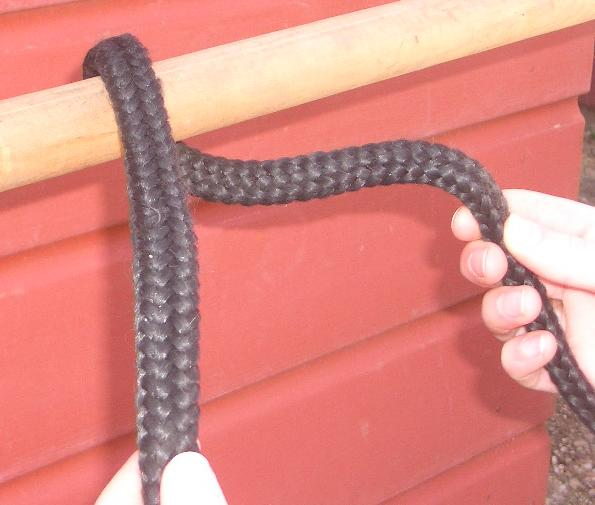
Einen Törn um den Balken schlagen (die stehende Part, an der das Pferd angebunden ist, kommt von rechts).
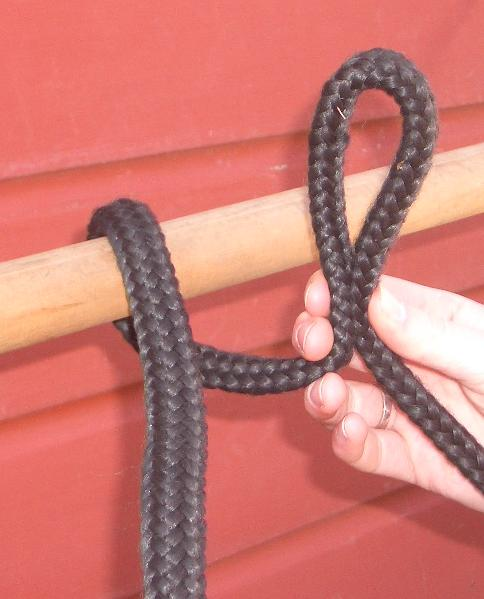
Die rechte Hand formt mit der stehenden Part eine Bucht und legt sie nach links auf das Seilende.
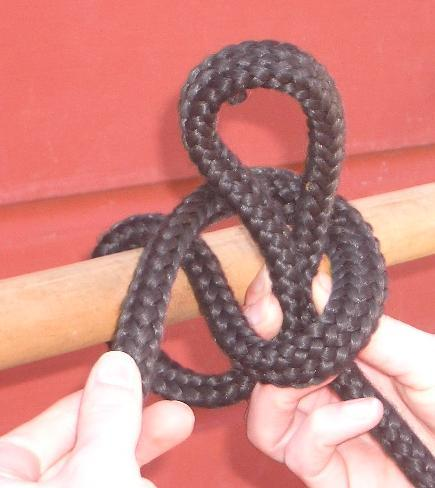
Mit dem Seilende einen Törn um die Bucht schlagen.
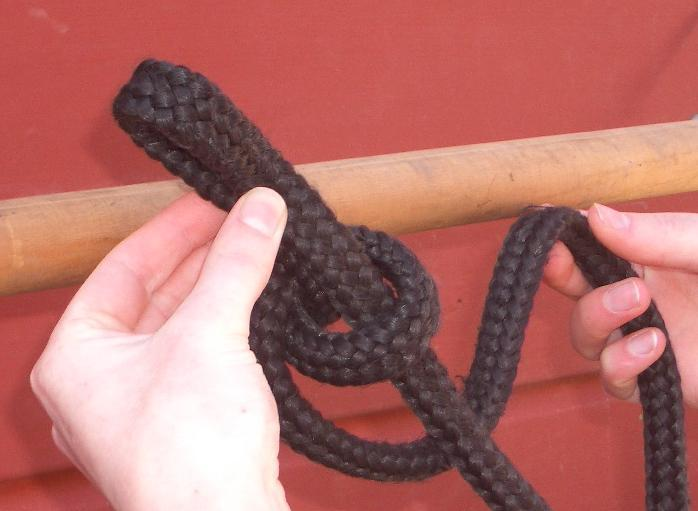
Umgreifen und das Seilende unter der stehenden Part vorbeiführen.
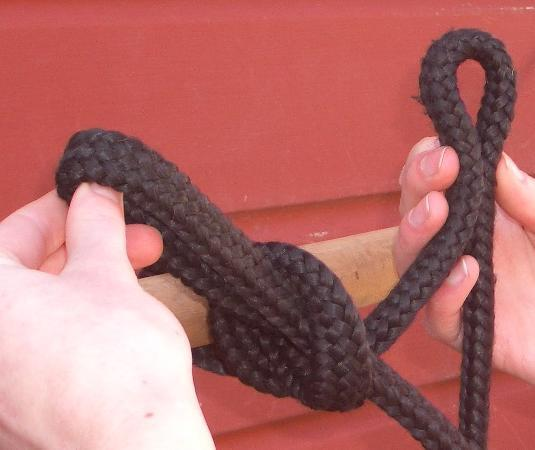
Erneut eine Bucht bilden.
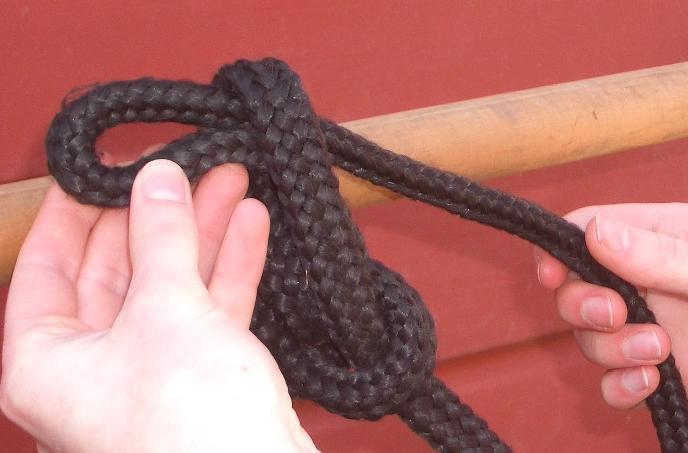
Die zweite Bucht durch die erste Bucht nach links stecken und festhalten.
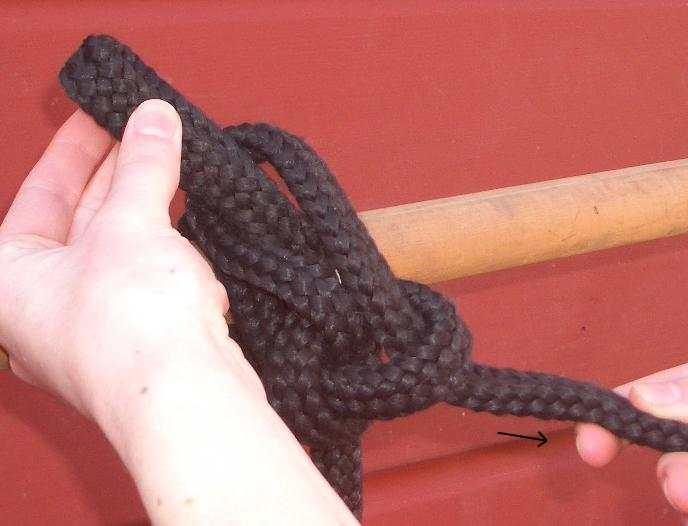
Mit der rechten Hand die stehende Part fassen und dichtholen. Fertig.

### Variante 2. Der Knoten kann nach Auflösung der Endschlinge komplett aufgezogen werden

#### Räuberstek
Der Räuberstek (engl. Highwayman’s hitch, wörtl. „Straßenräuberstek“) ist ein Knoten zum Anbinden von Pferden und kleinen Booten, der sich mit einem Zug komplett lösen lässt, selbst wenn er unter Spannung steht. Eine weitere Eigenschaft ist, dass zwei Törns um den Balken gehen und er sich so besser am Balken festklemmt.

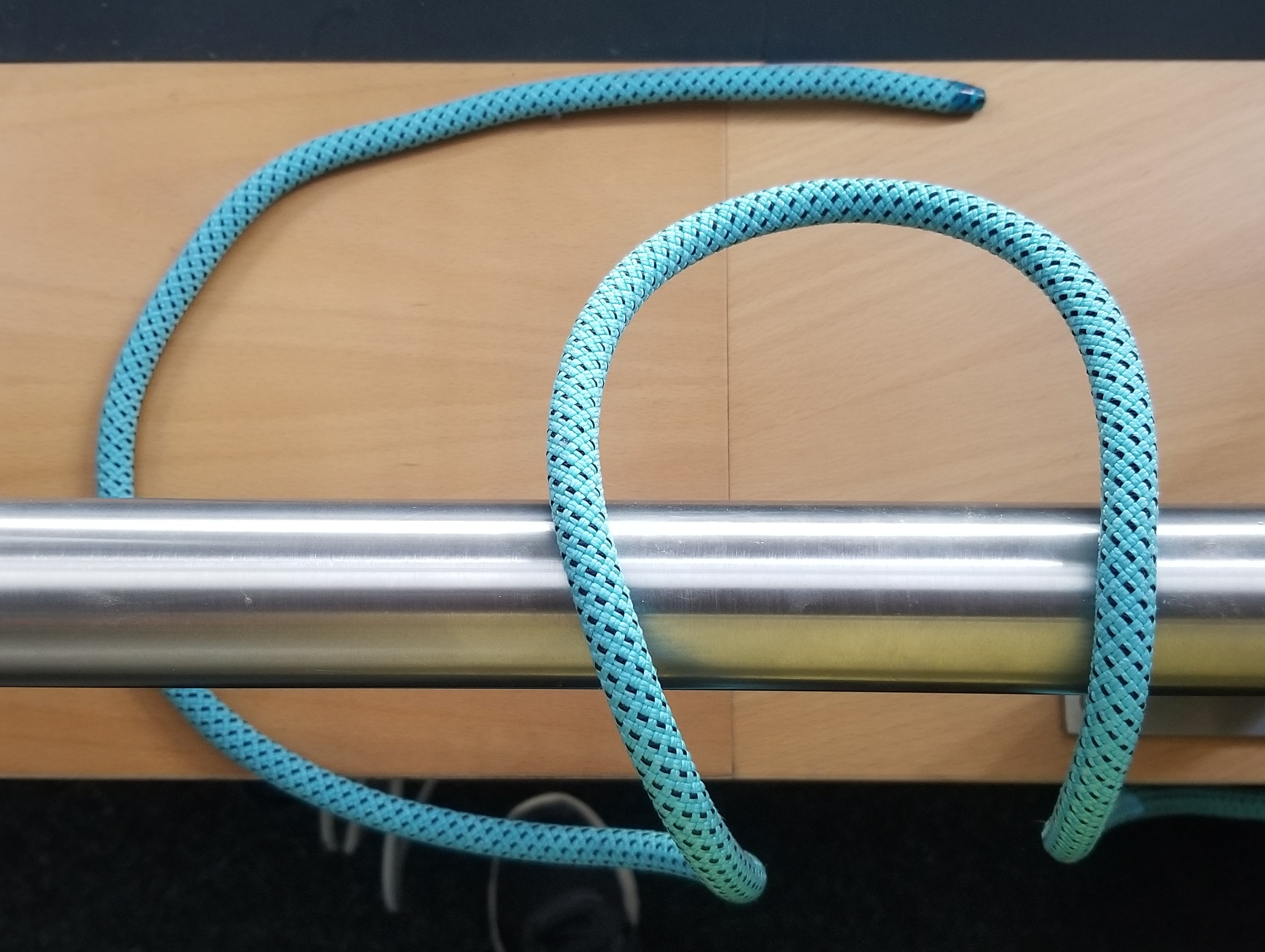
Eine Bucht wird über die Stange gelegt. Das lose Ende (links) läuft unter der Stange.
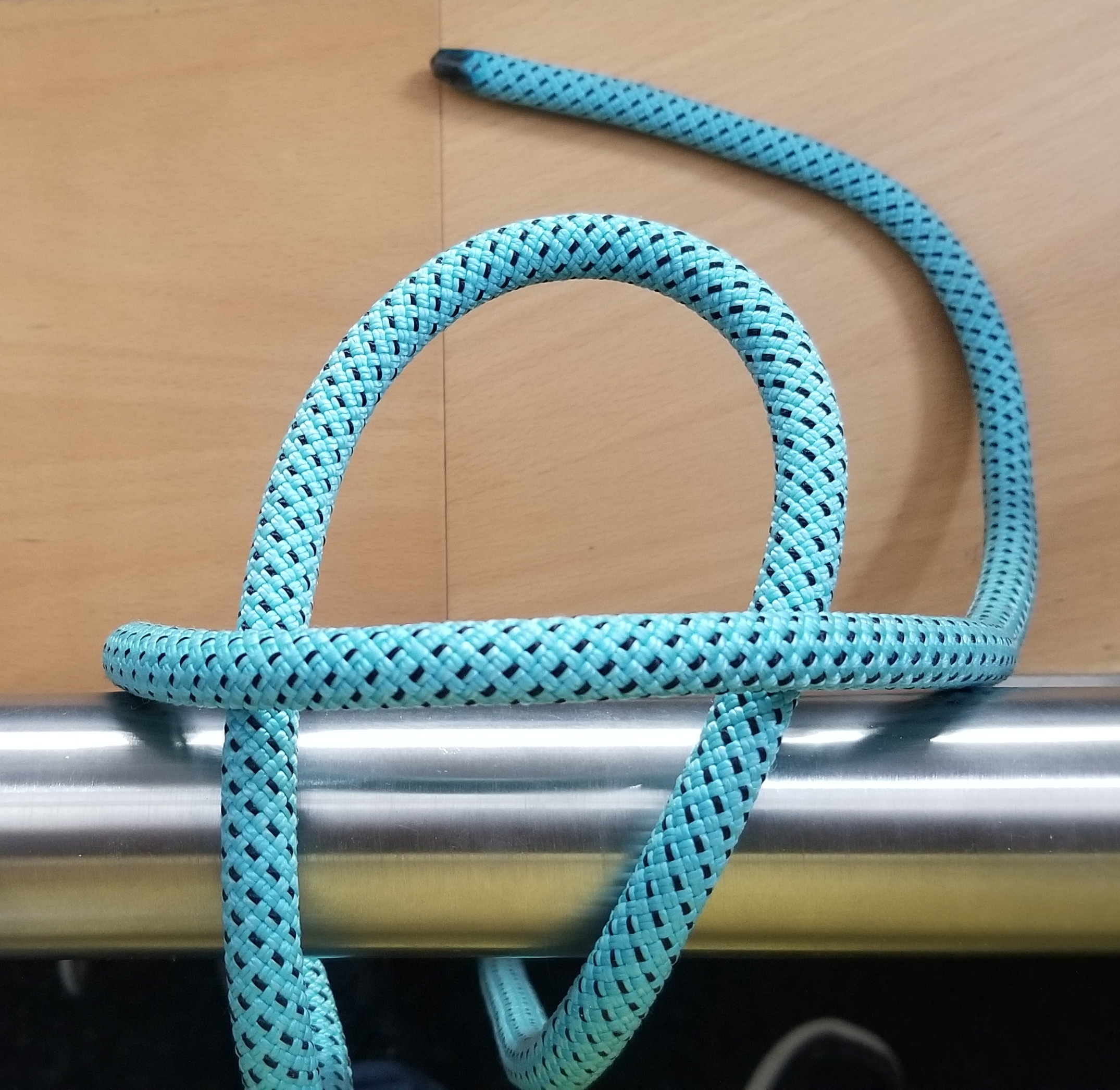
Das lose Ende wird über die Bucht gelegt.
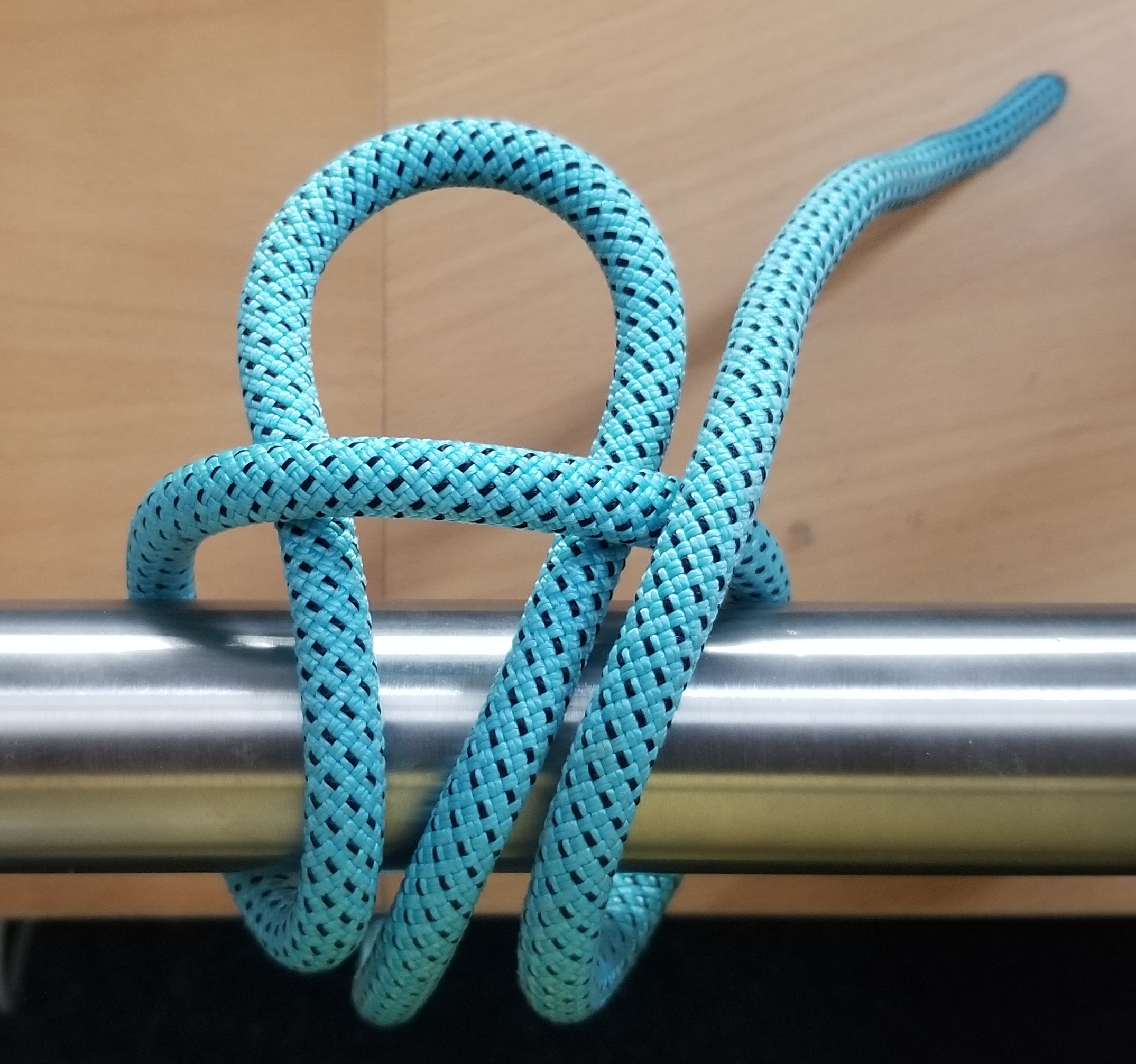
Das lose Ende macht einen Törn unter die Stange
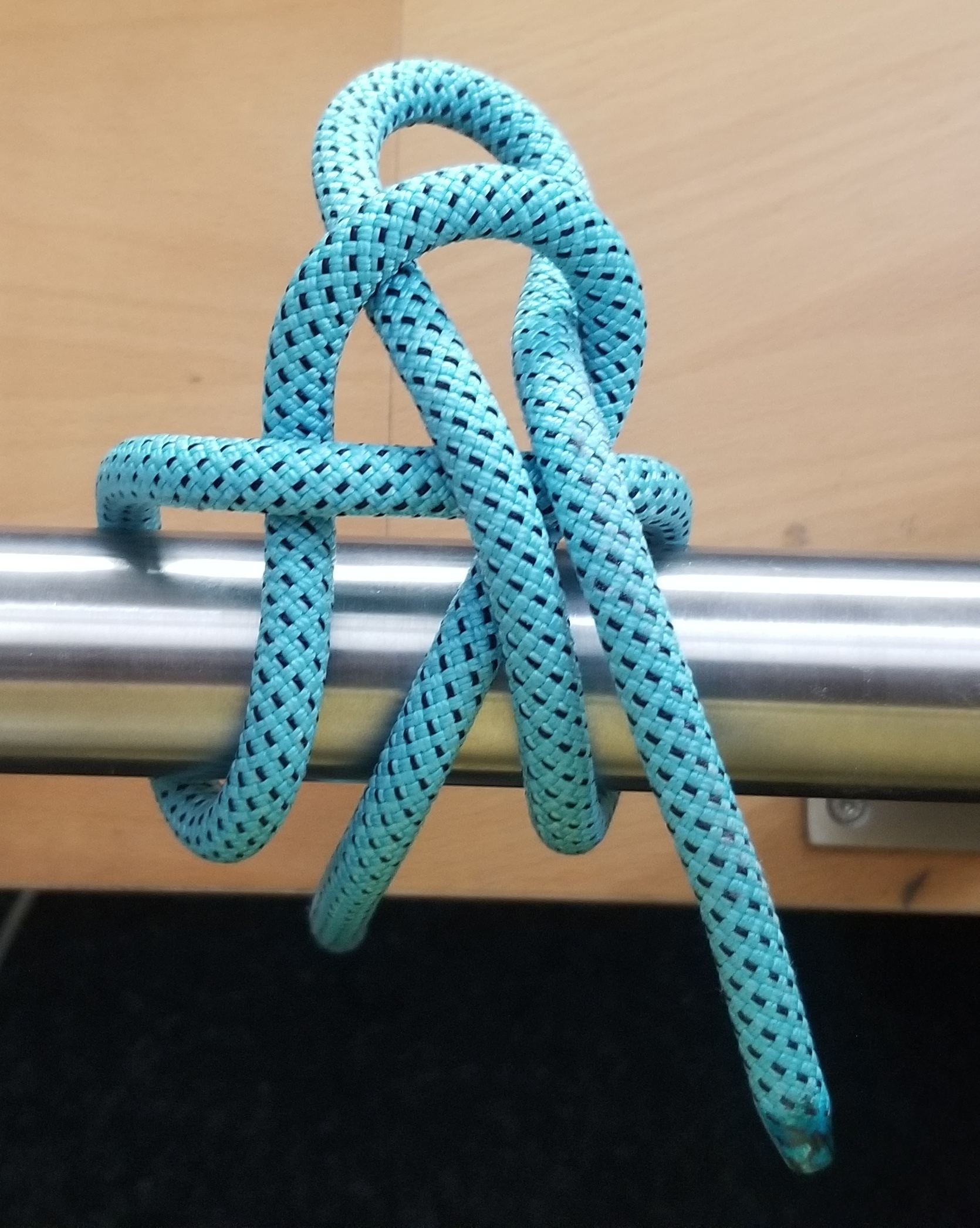
Mit dem losen Ende macht man eine Bucht und führt sie unter die erste Bucht durch. Das Ergebnis ist ein dreifacher Slip im Slip.
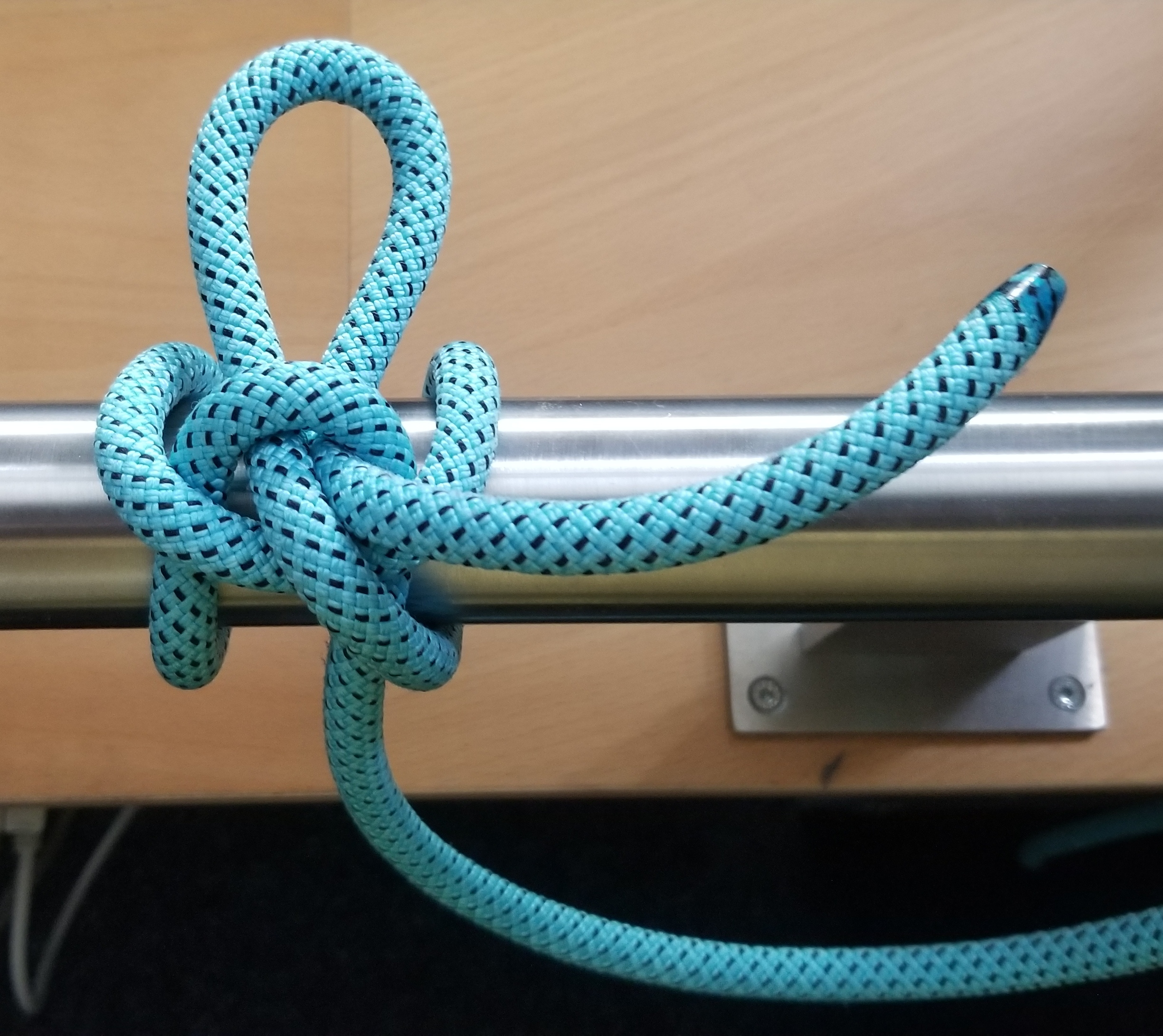
Mit dem festen Ende zieht man den Stek fest. Durch Zug an dem losen Ende löst sich der Knoten komplett von der Stange.

#### Painterstek
Als Painter bezeichnet man im Englischen ein Seil, das am Bug eines kleinen Bootes oder Beiboots befestigt ist.
Dieser Stek wird häufig beim Festmachen oder Abschleppen kleiner Wasserfahrzeuge verwendet.
Der Painter hitch ist auch ein praktischer Stek, der problemlos an Hundeleinen verwendet werden kann.

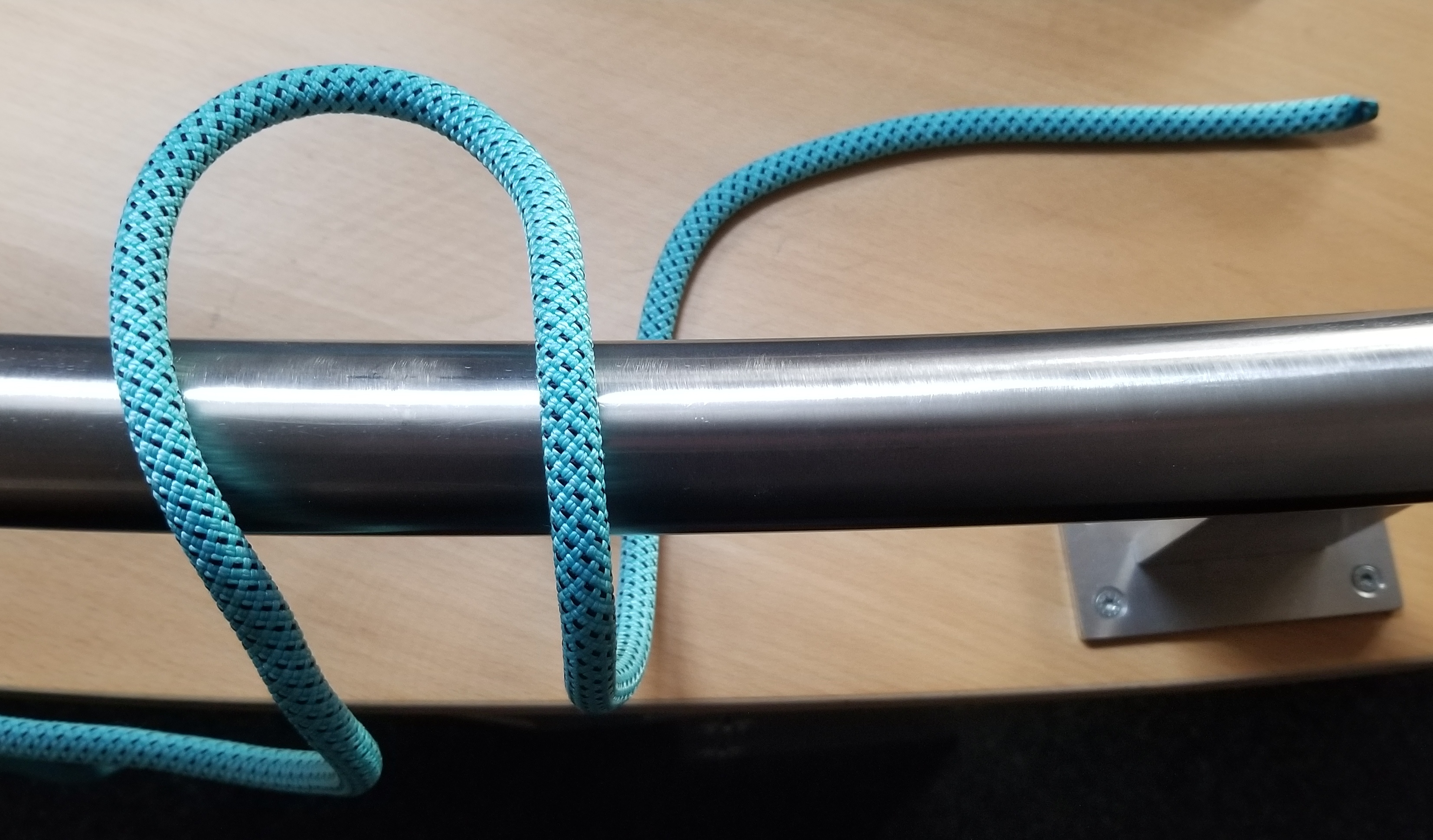
Das lose Ende ist rechts. Man legt eine erste Bucht über die Stange
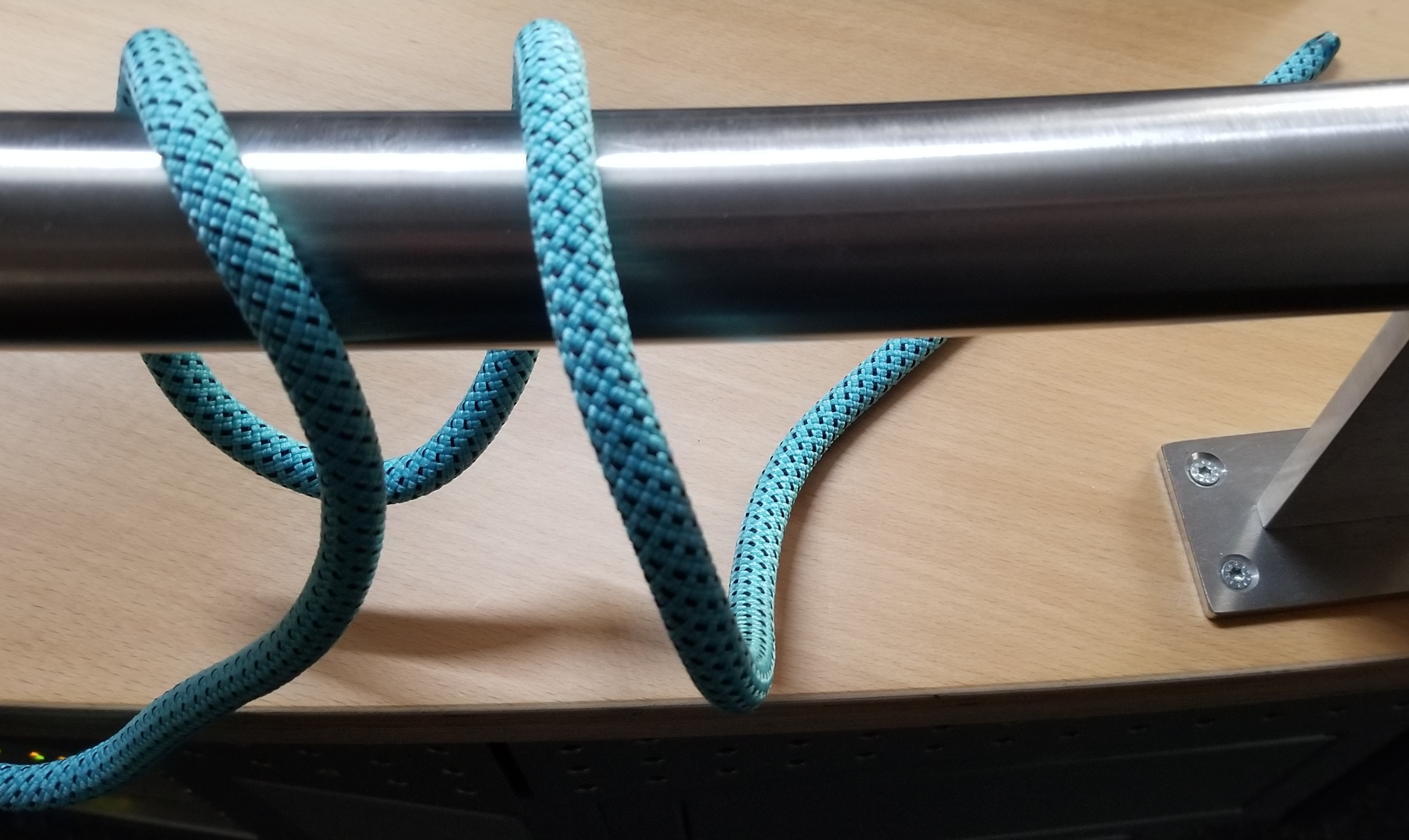
Die Bucht wird unter der Stange hervorgezogen
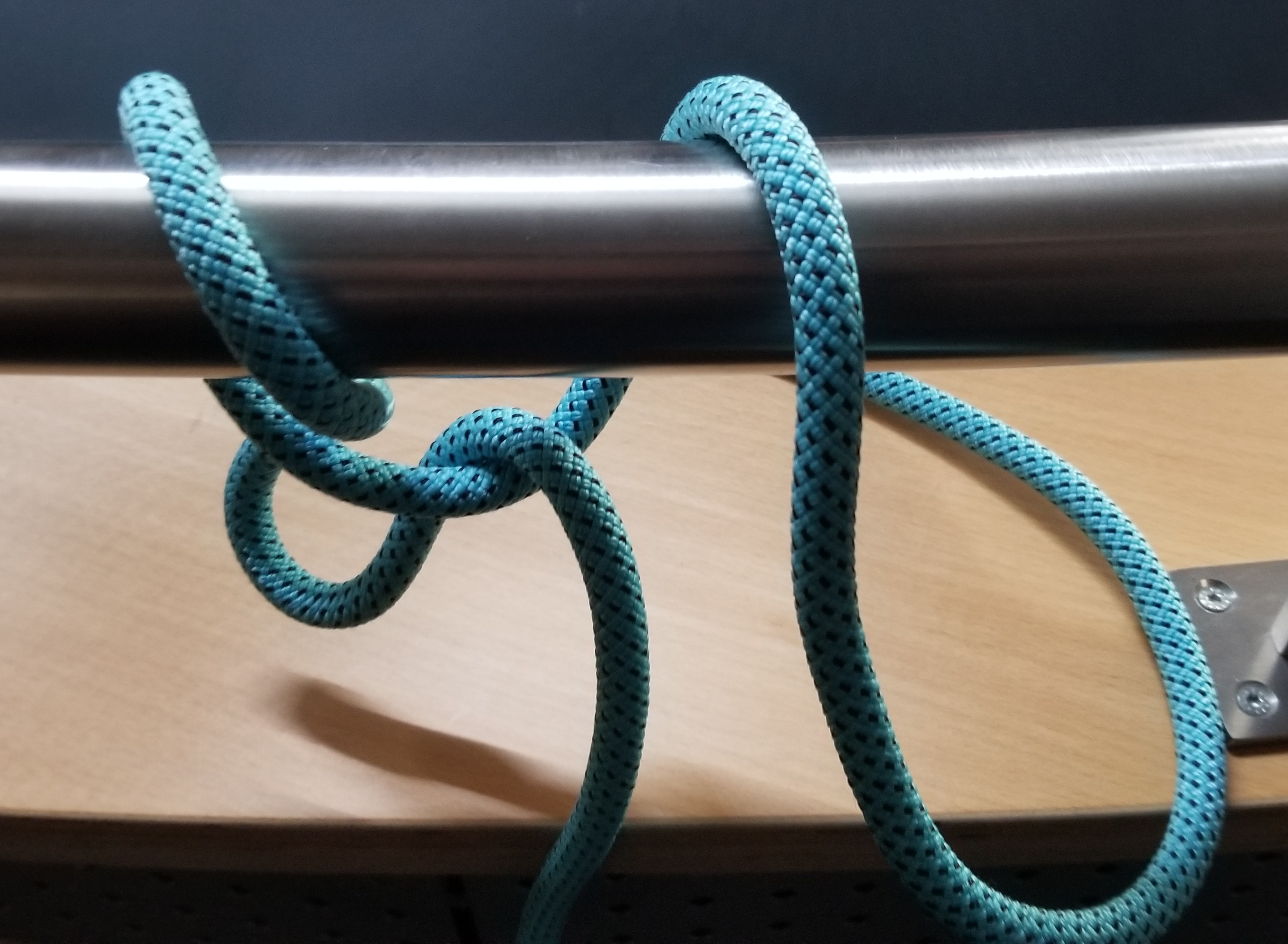
Dann greift man von hinten durch die Bucht und zieht das feste Ende durch die Bucht
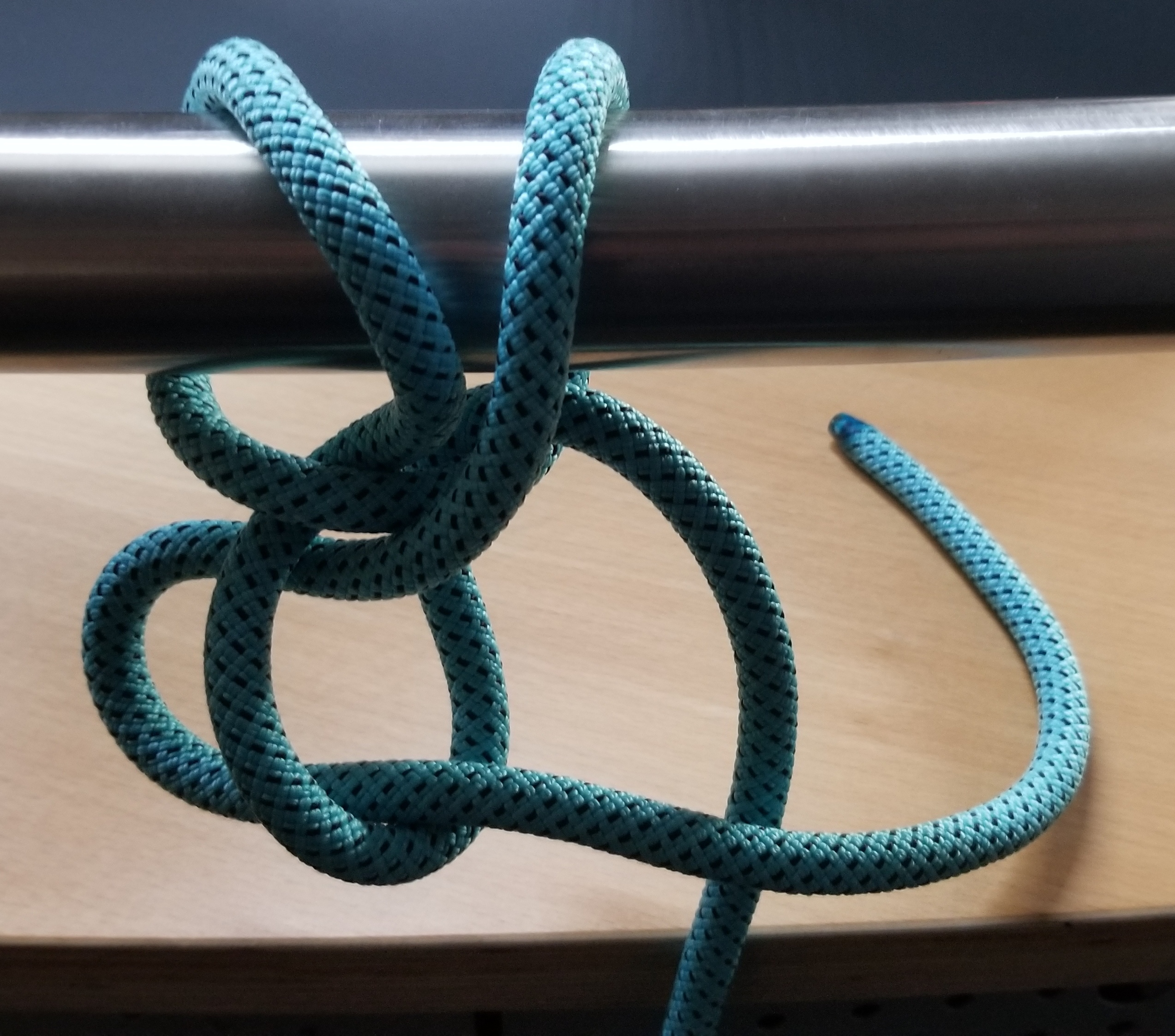
Man nimmt nun das lose Ende, bildet mit ihm eine zweite Bucht und legt sie durch die erste Bucht
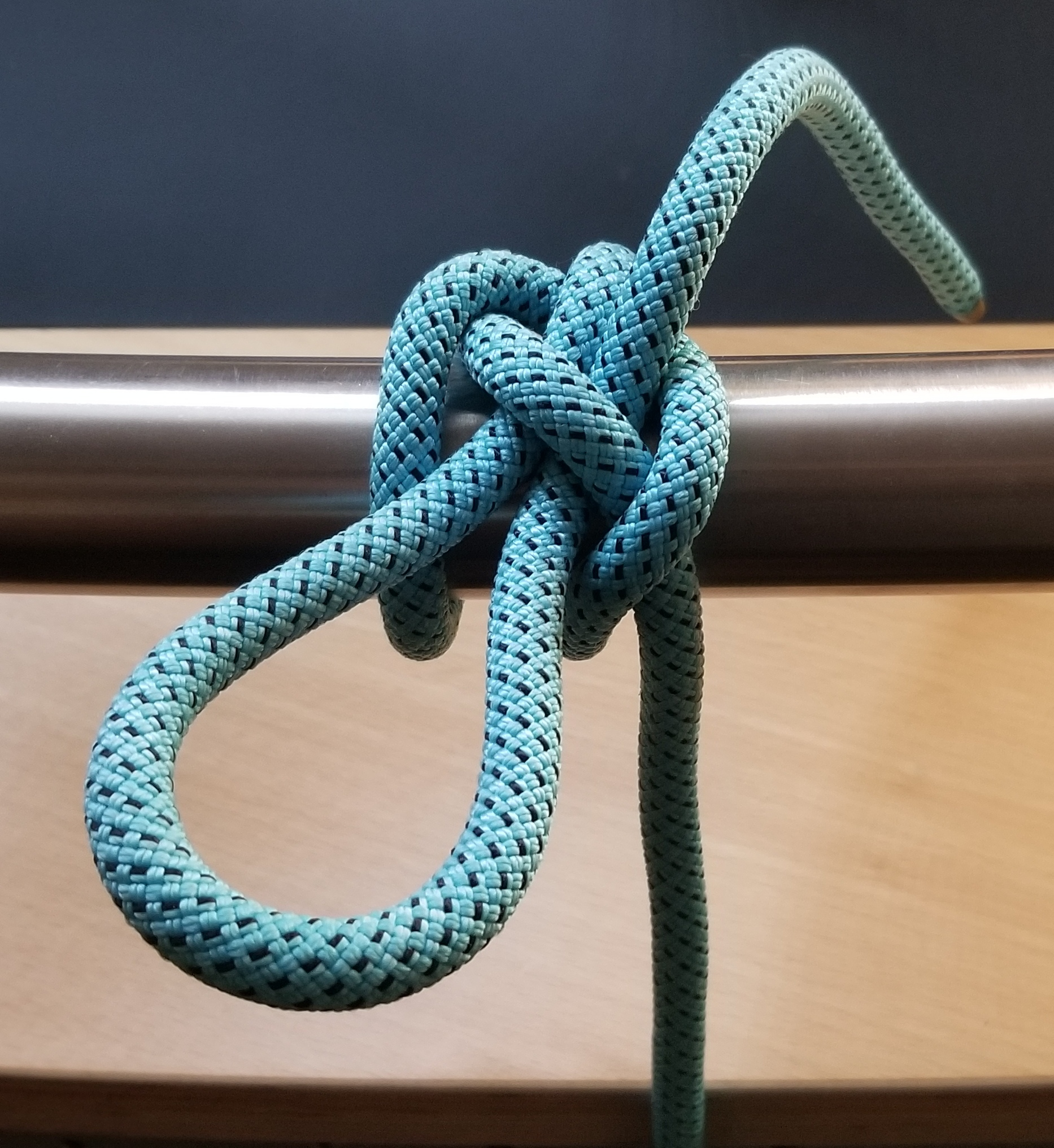
Noch gut an allen Stellen festziehen und fertig.

#### Stek für einen hohen Pfosten
Manchmal muss ein Boot an einen Dalben oder Pfosten gebunden werden, wo der Tidenfall beträchtlich ist. Dann ist es am bequemsten, dass man das Boot am besten mit einem geslippten Knoten festmacht, von dem ein langer Tampen zurück zum Boot führt. Wird an dem Tampen gezogen, fällt die Leine zurück ins Boot. Siehe dazu auch den Tidenstek.

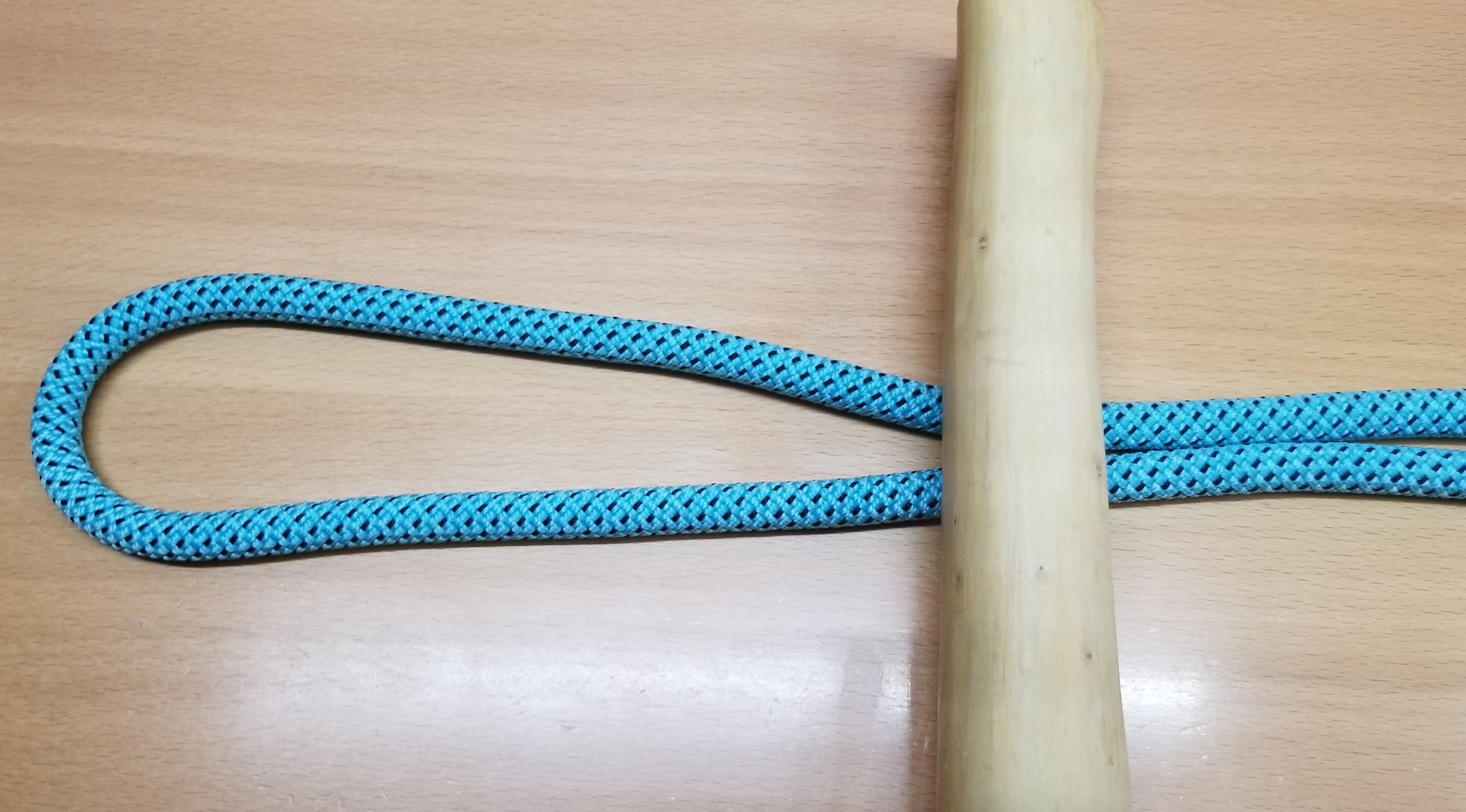
Dazu nimmt man die Leine auf die Mitte
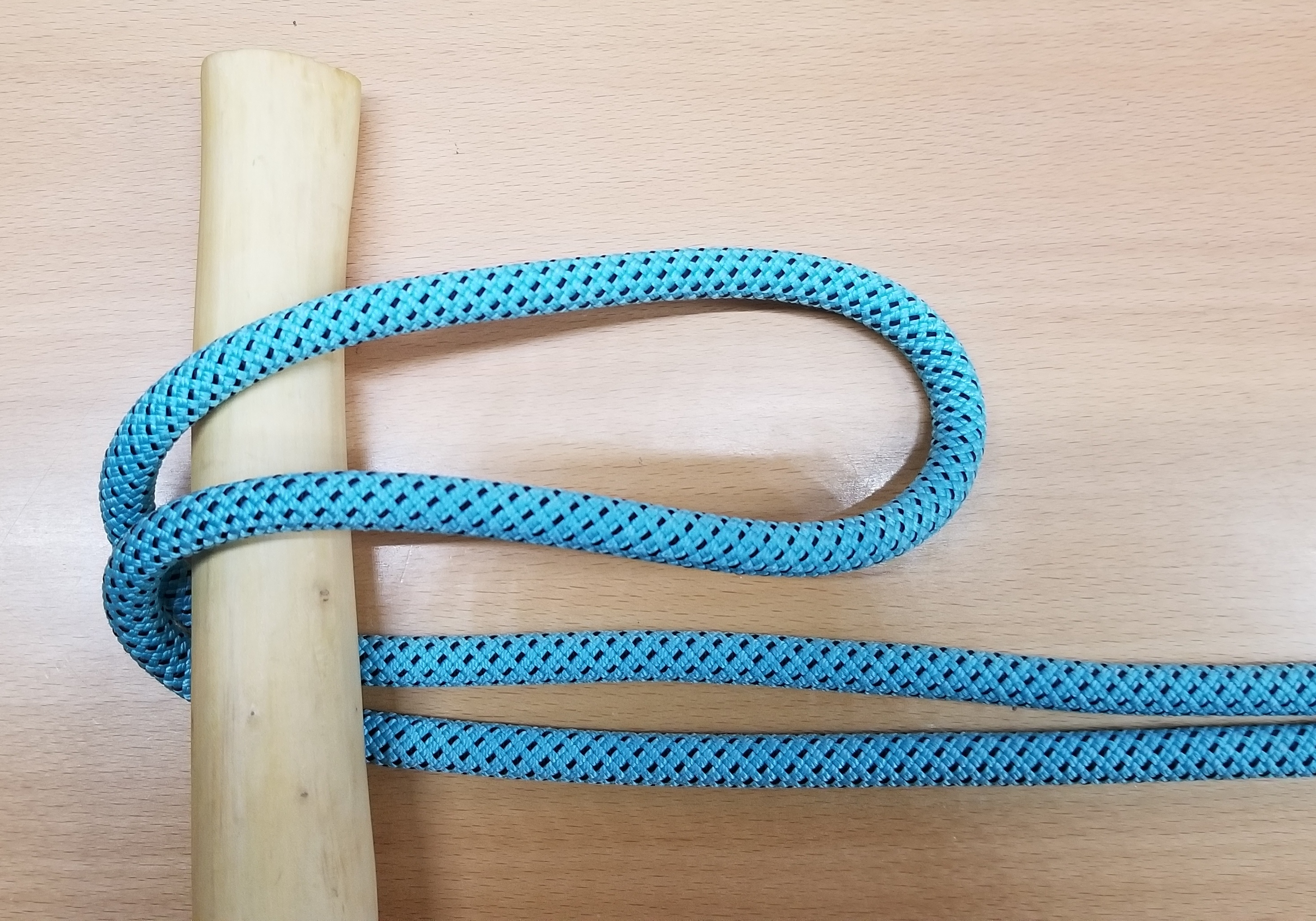
und legt die Bucht um den Pfosten
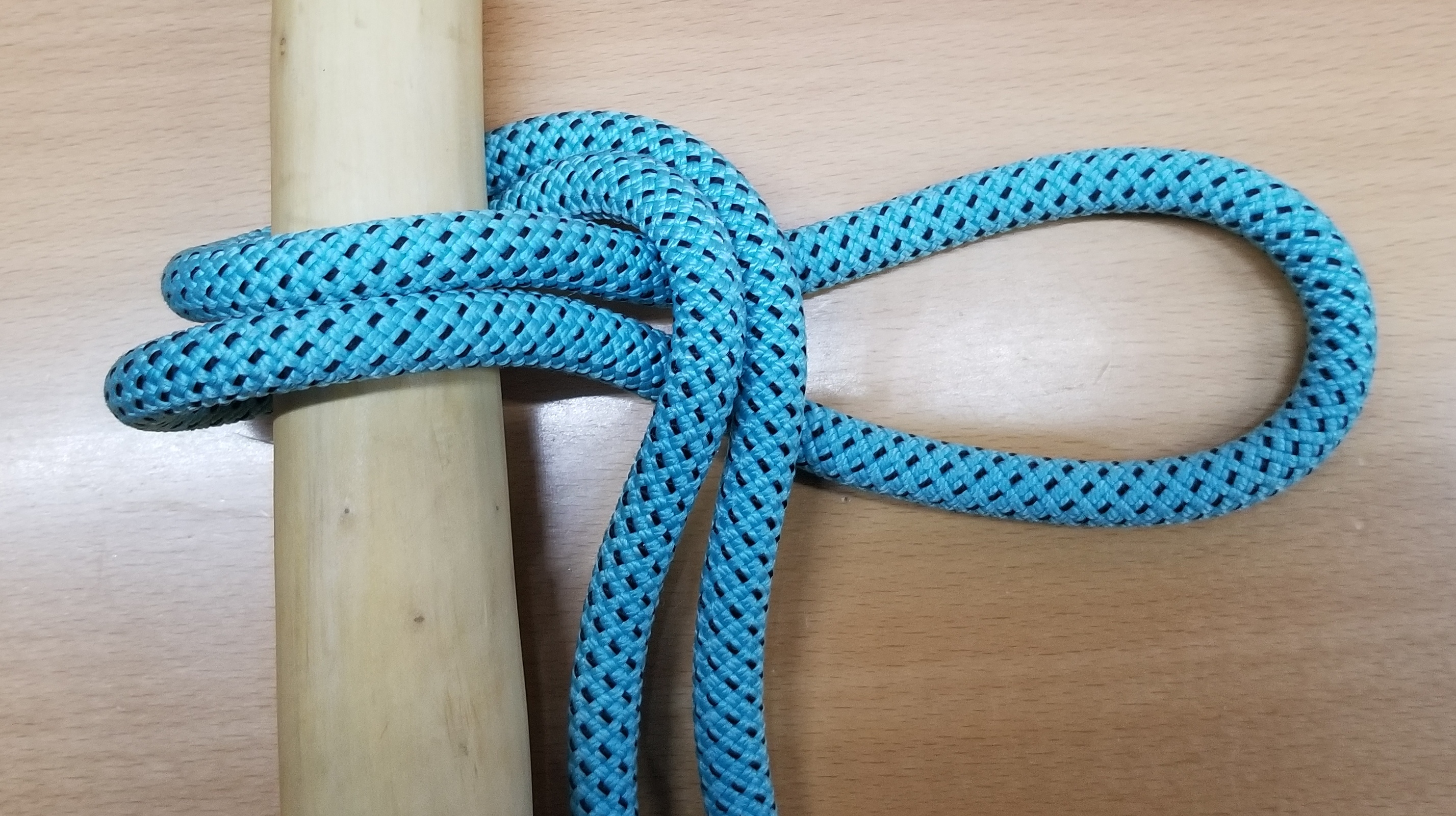
sowie unter die stehende Part
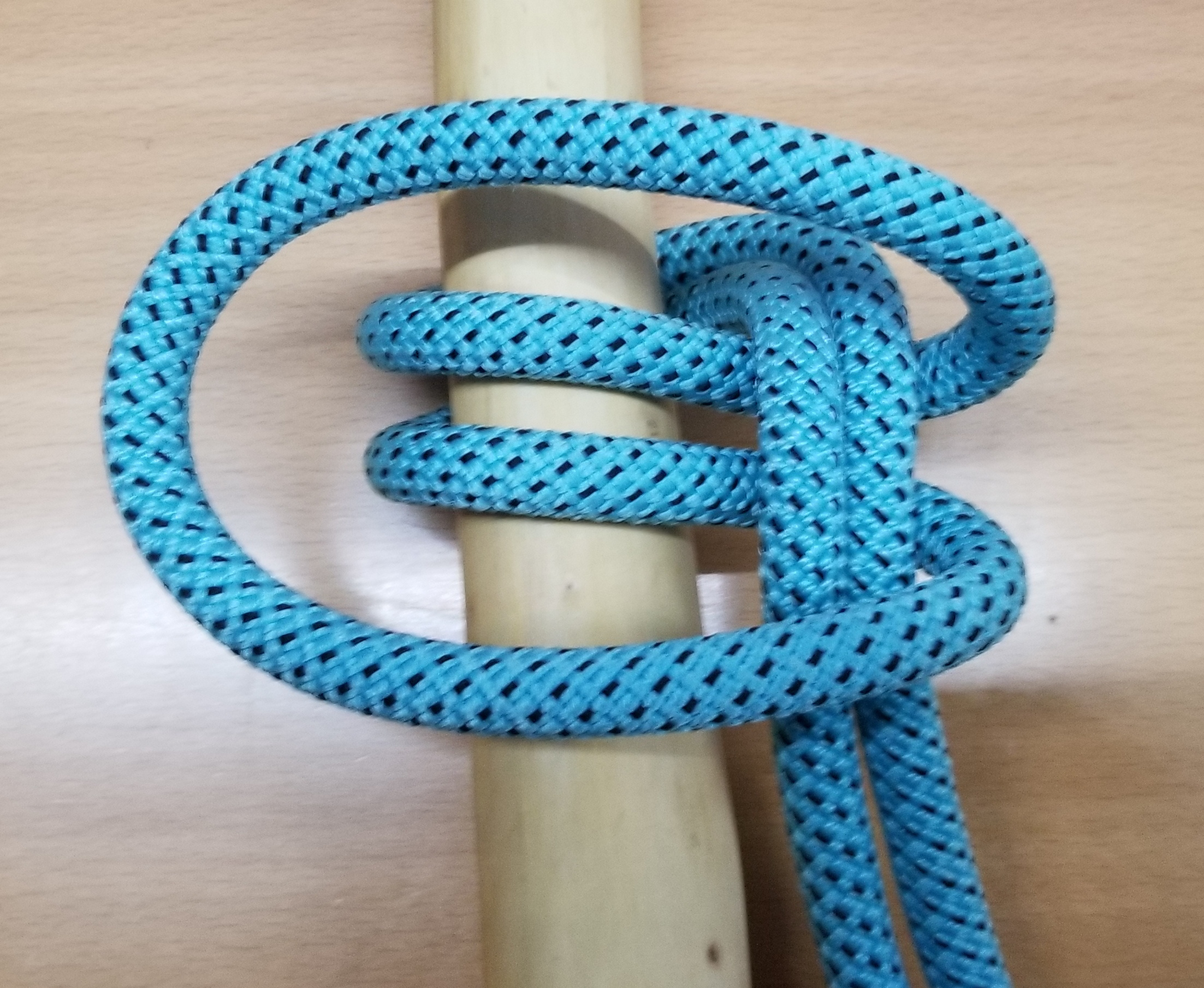
fährt mit der Bucht zurück
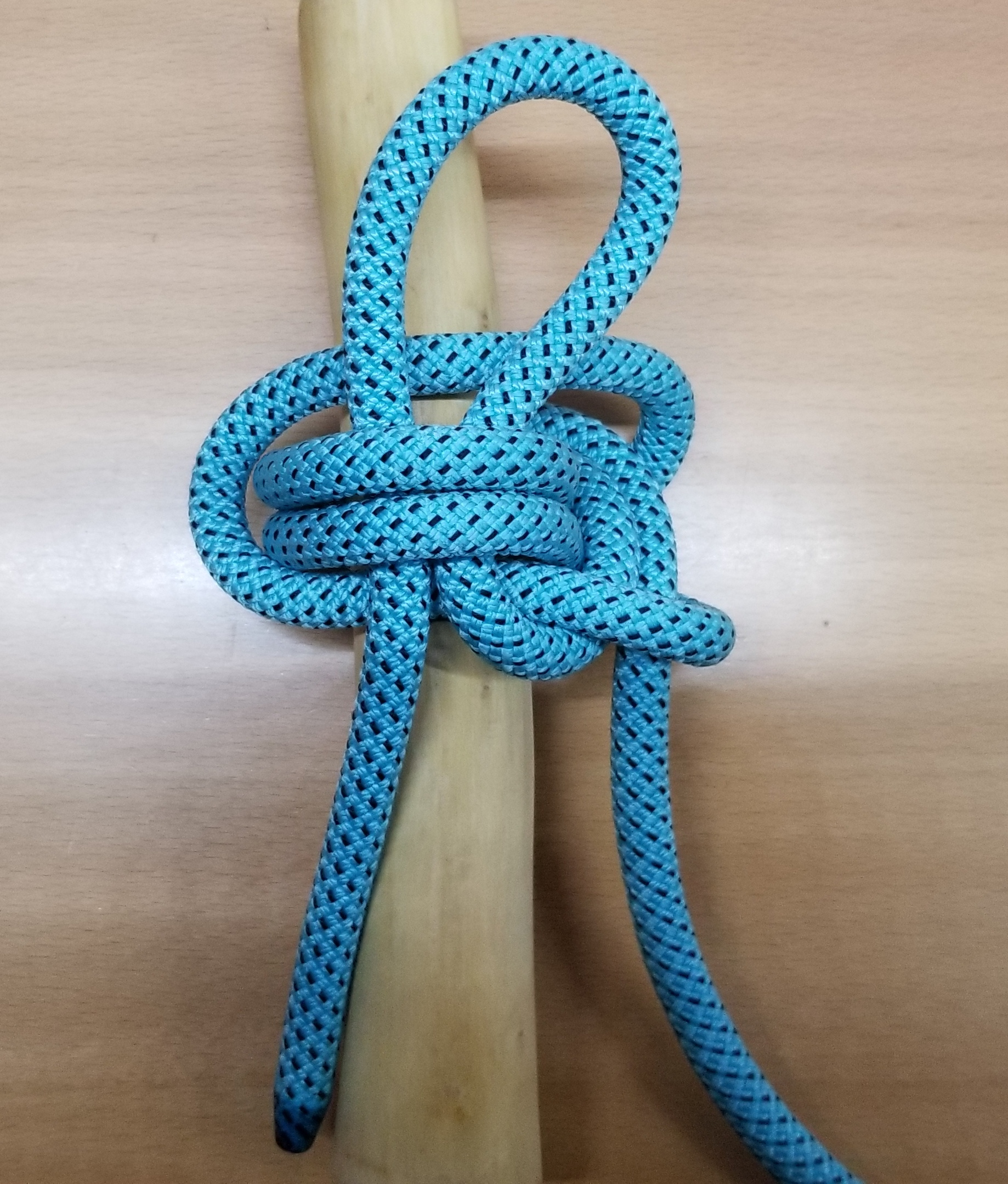
mit dem freien langen Tampen bildet man eine Bucht und steckt sie unter die stehende Part hindurch

#### Tumble hitch
Der Tumble hitch ist auch ein Knoten, der sich mit einem Zug komplett lösen lässt, auch wenn er unter Spannung steht.
Vorteile: Der Tumble Hitch ist auch bei schwerer Last stabil. Die Konstruktion des Knotens überträgt die Last zunächst auf eine Zwischenbucht und dann auf die endgültige Verriegelungsbucht. Dadurch wird die Belastung Verriegelungsbucht begrenzt und ein Verkanten vermieden.
Nachteil: Der Knoten kann an der Stange, seitlich verrutschen, deswegen eher als Last anbinden geeignet, als für ein Pferd anbinden.

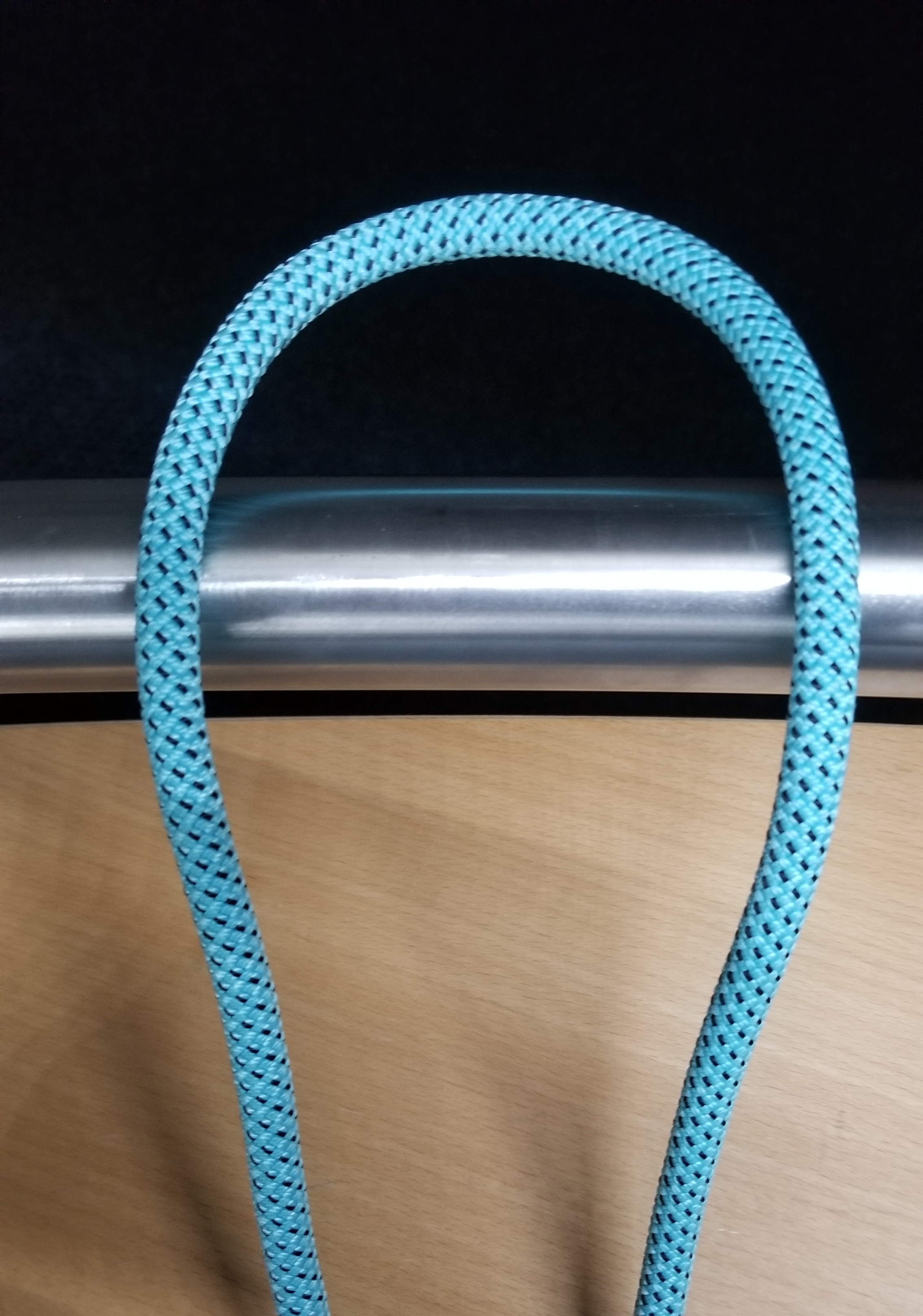
Man legt eine erste Bucht vor die Stange oder einem Pfosten
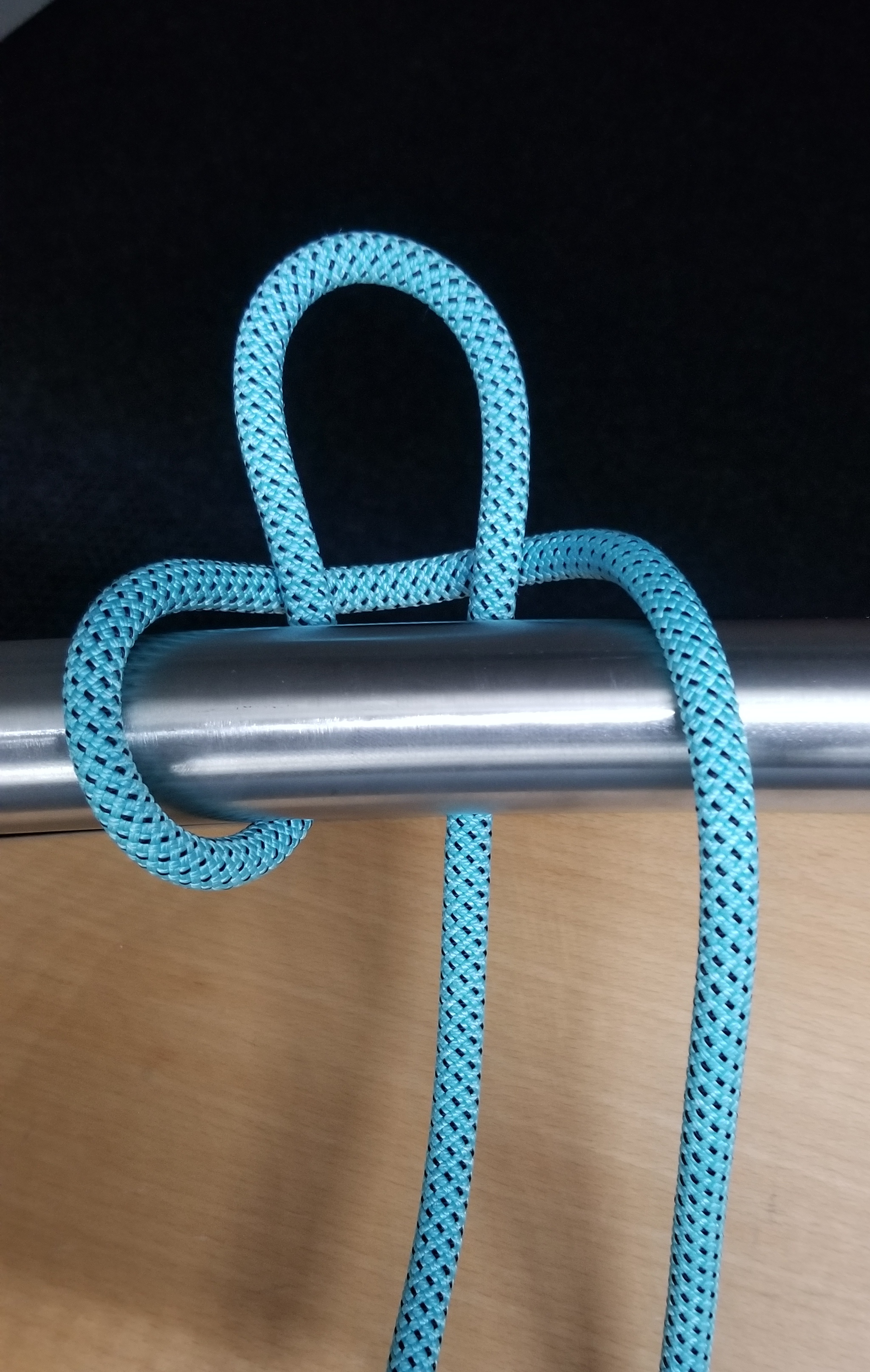
Nun formt man mit dem Arbeitsende des Seiles eine zweite Bucht und führt sie hinter die Stange und durch die erste Bucht hindurch.
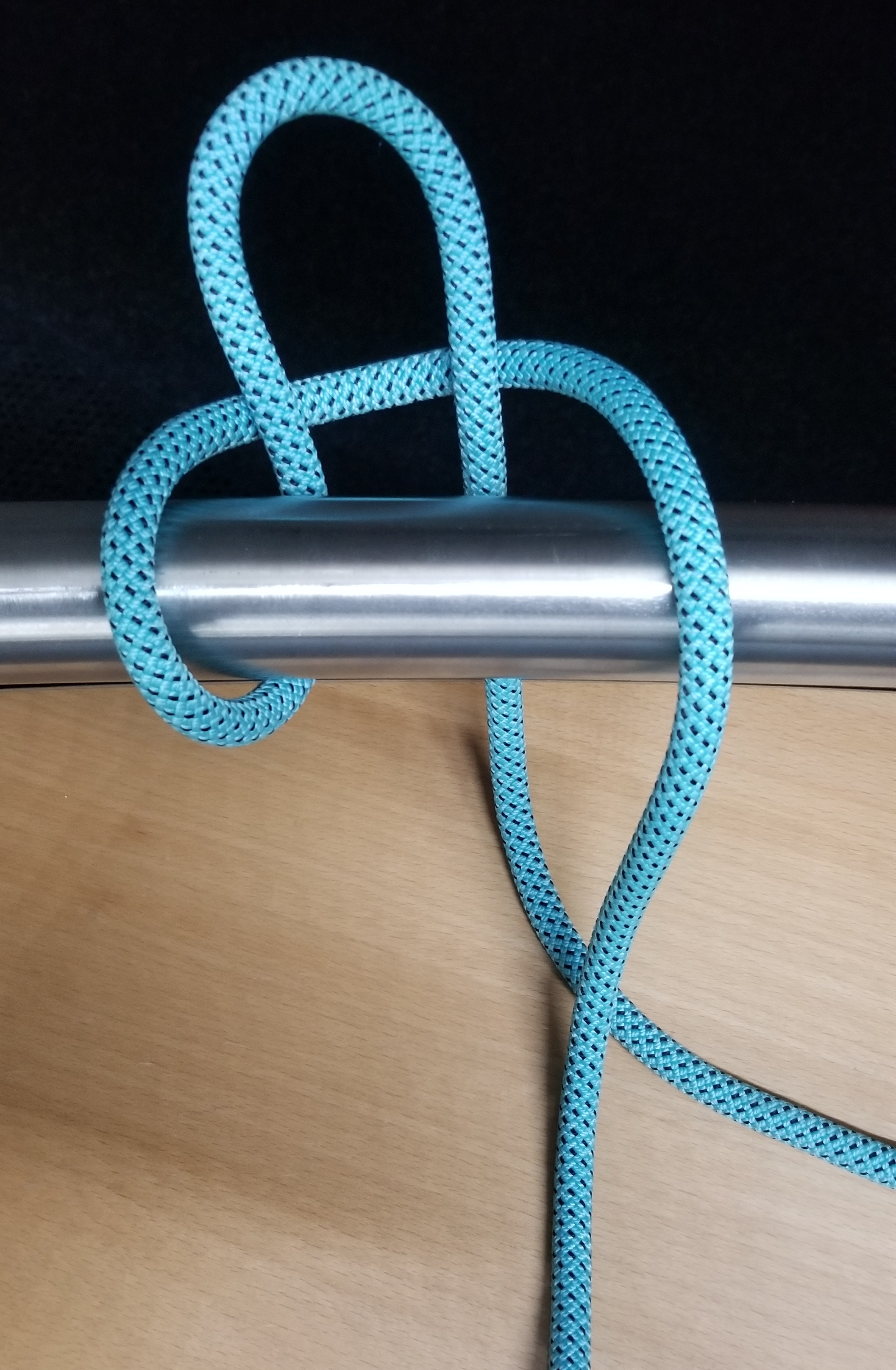
Das Arbeitsende nach rechts hinter das stehende Ende …
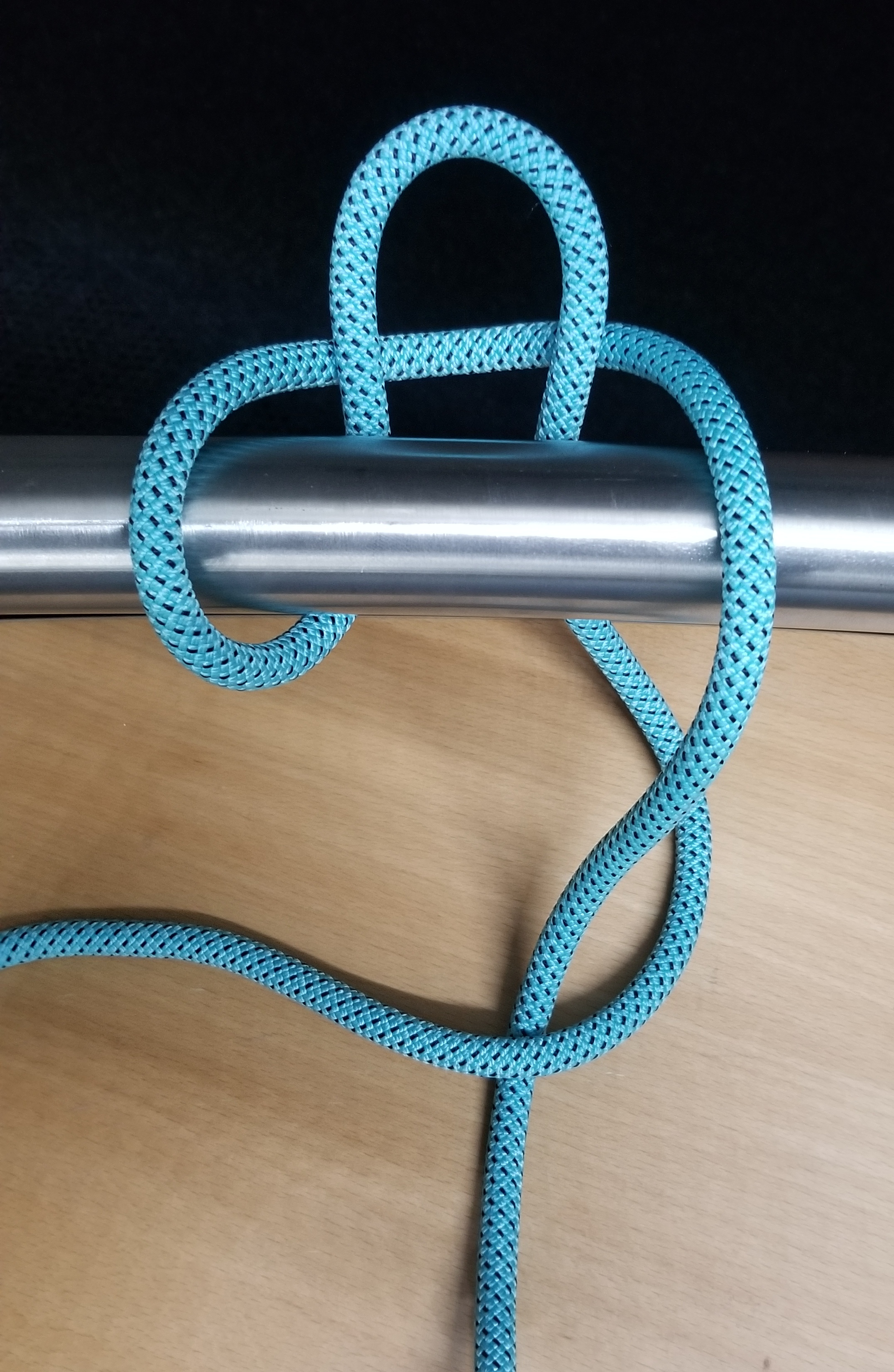
… und das Arbeitsende vor dem stehenden Ende herum führen,
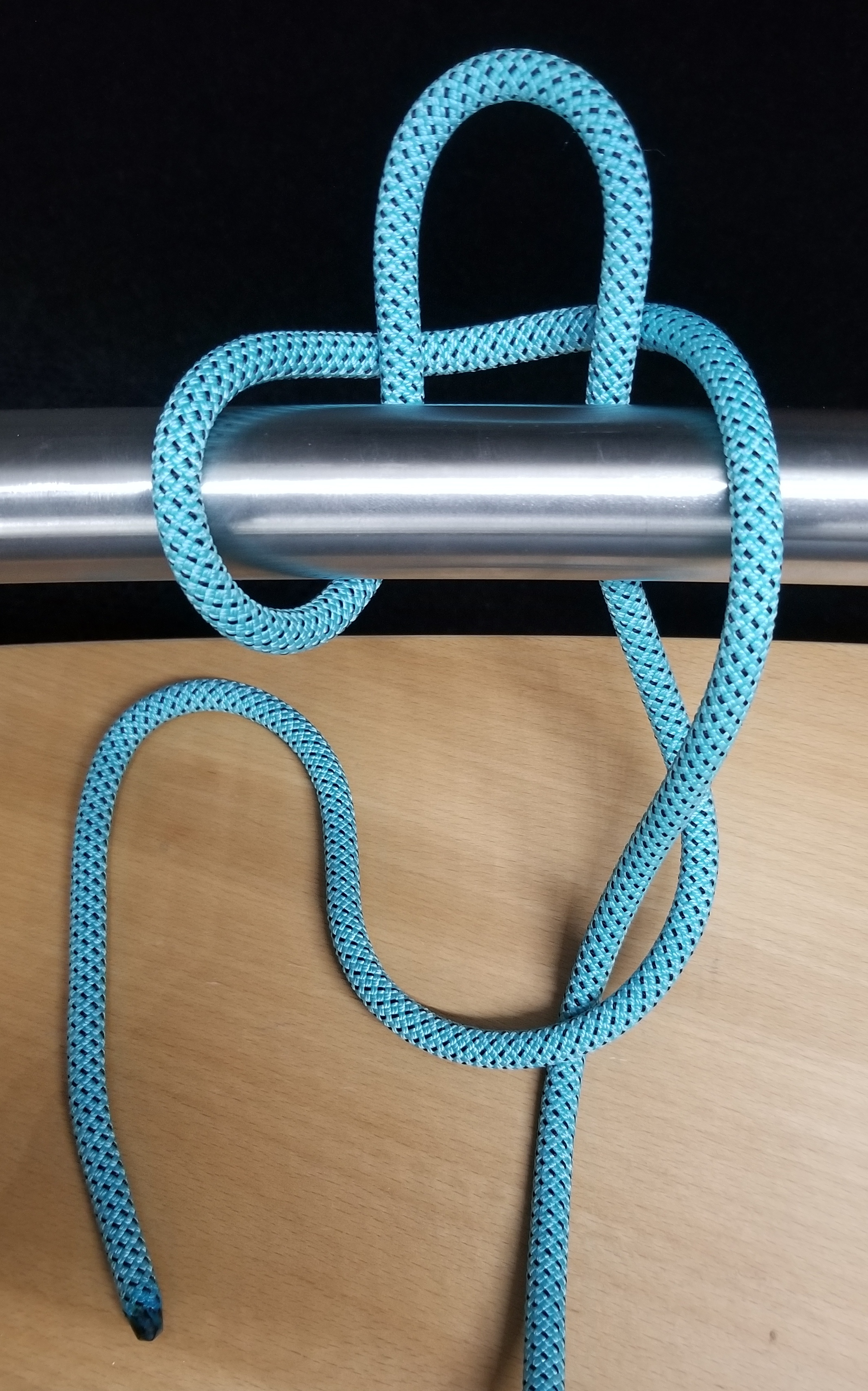
dann eine dritte Bucht bilden
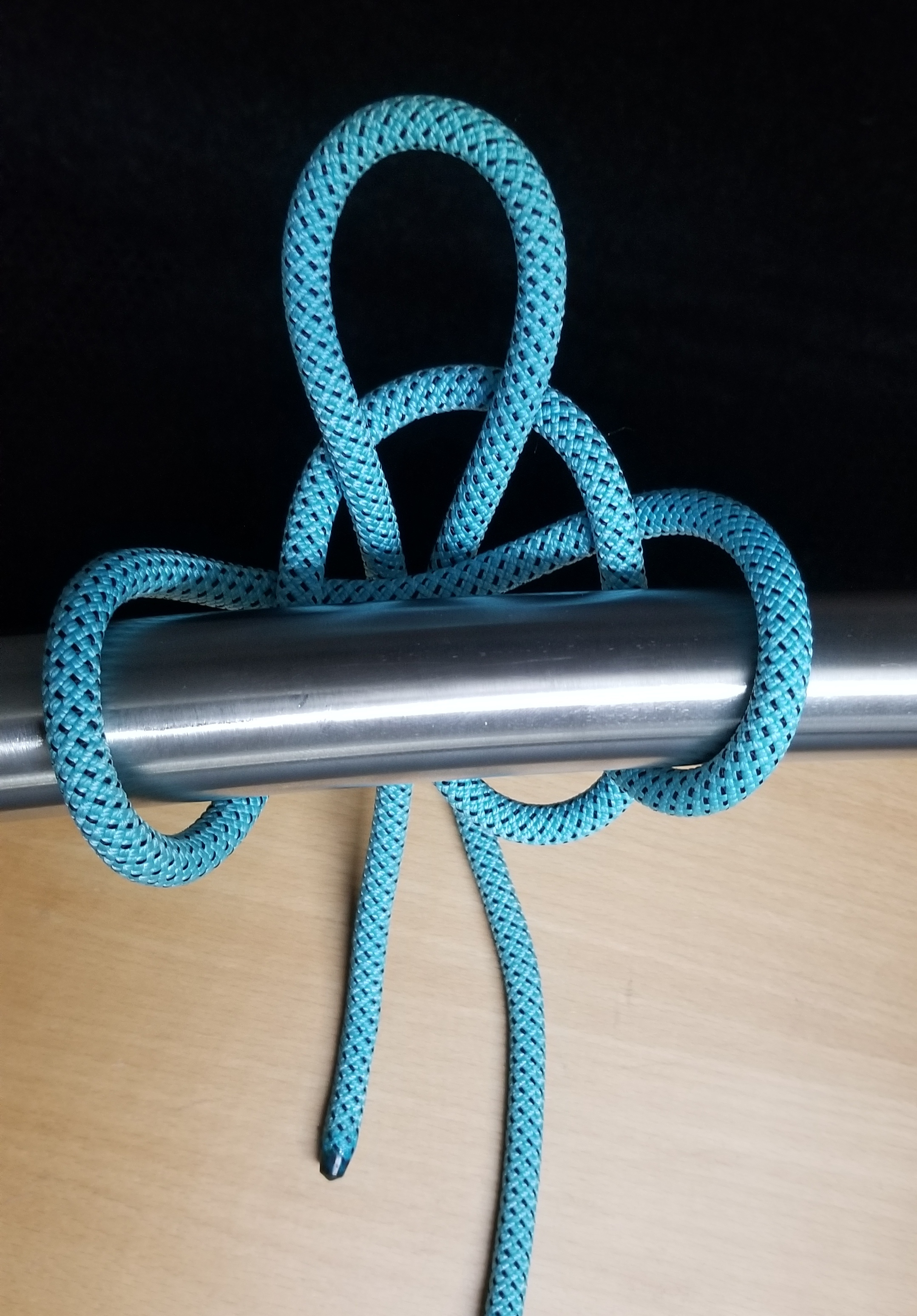
Diese dritte Bucht durch die zweite Bucht nach oben legen.
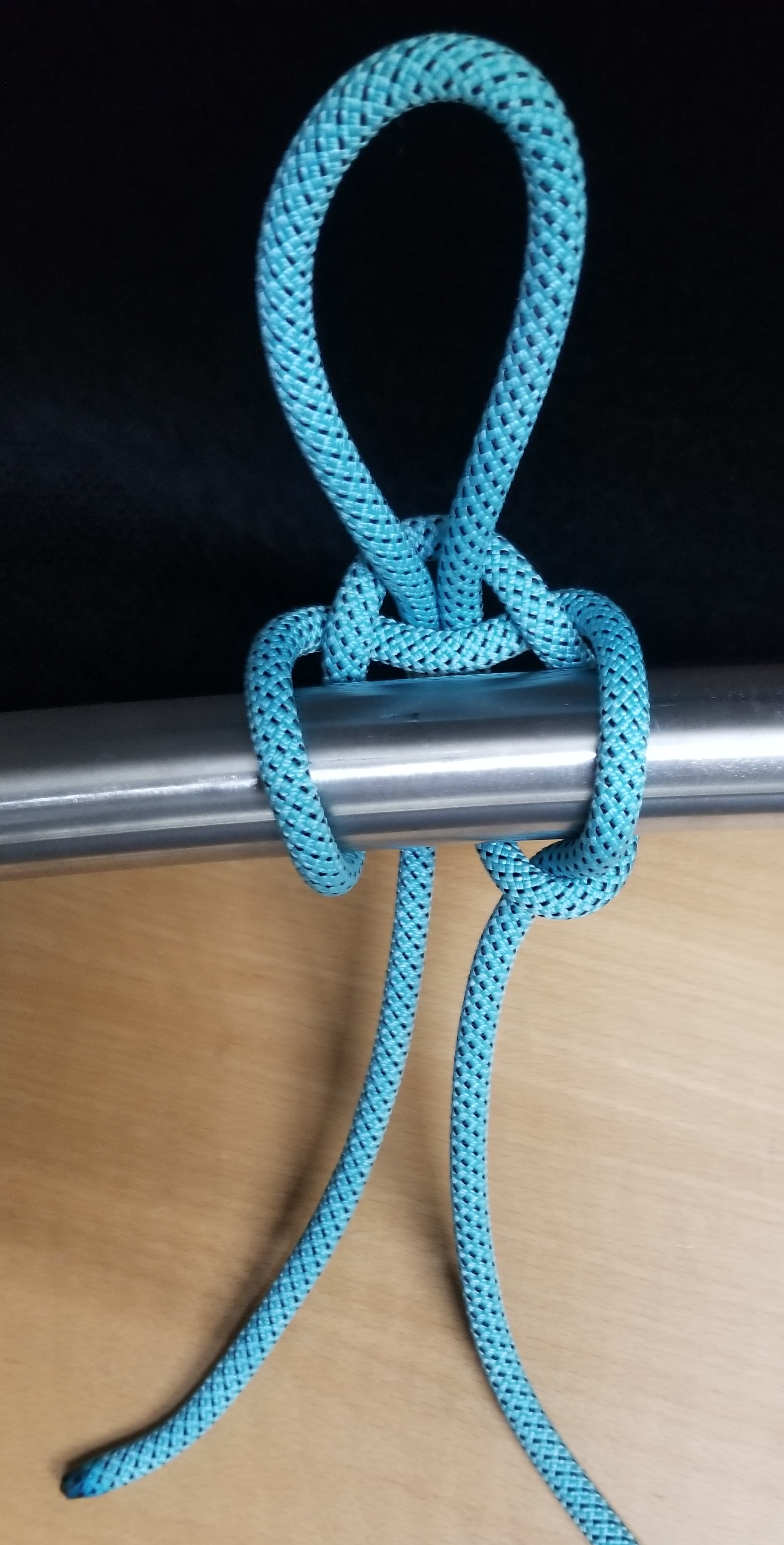
Den Knoten festziehen, indem man das stehende Seil belastet und den Knoten bis zum letzten Durchgang des Arbeitsendes anpasst. Fertig.

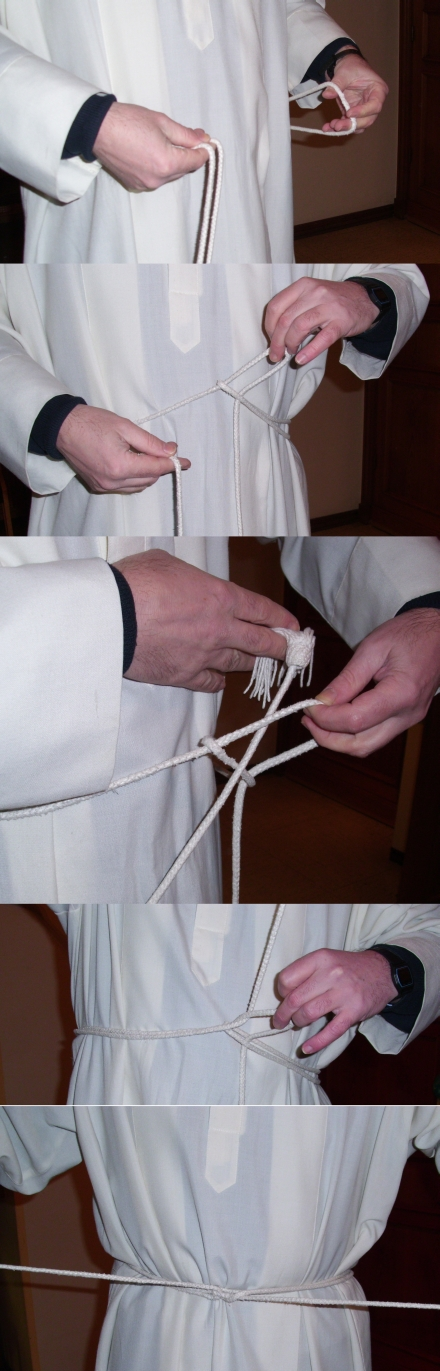
Das Binden des Albeknotens

## Panikhaken
Spezielle Anbindestricke mit Panikhaken erlauben auch, den Strick ohne Slip anzubinden. Das andere Ende wird dann mit dem Panikhaken am Halfter befestigt. Meist wird aber trotzdem ein Pferdeanbindeknoten verwendet.

## Abwandlungen

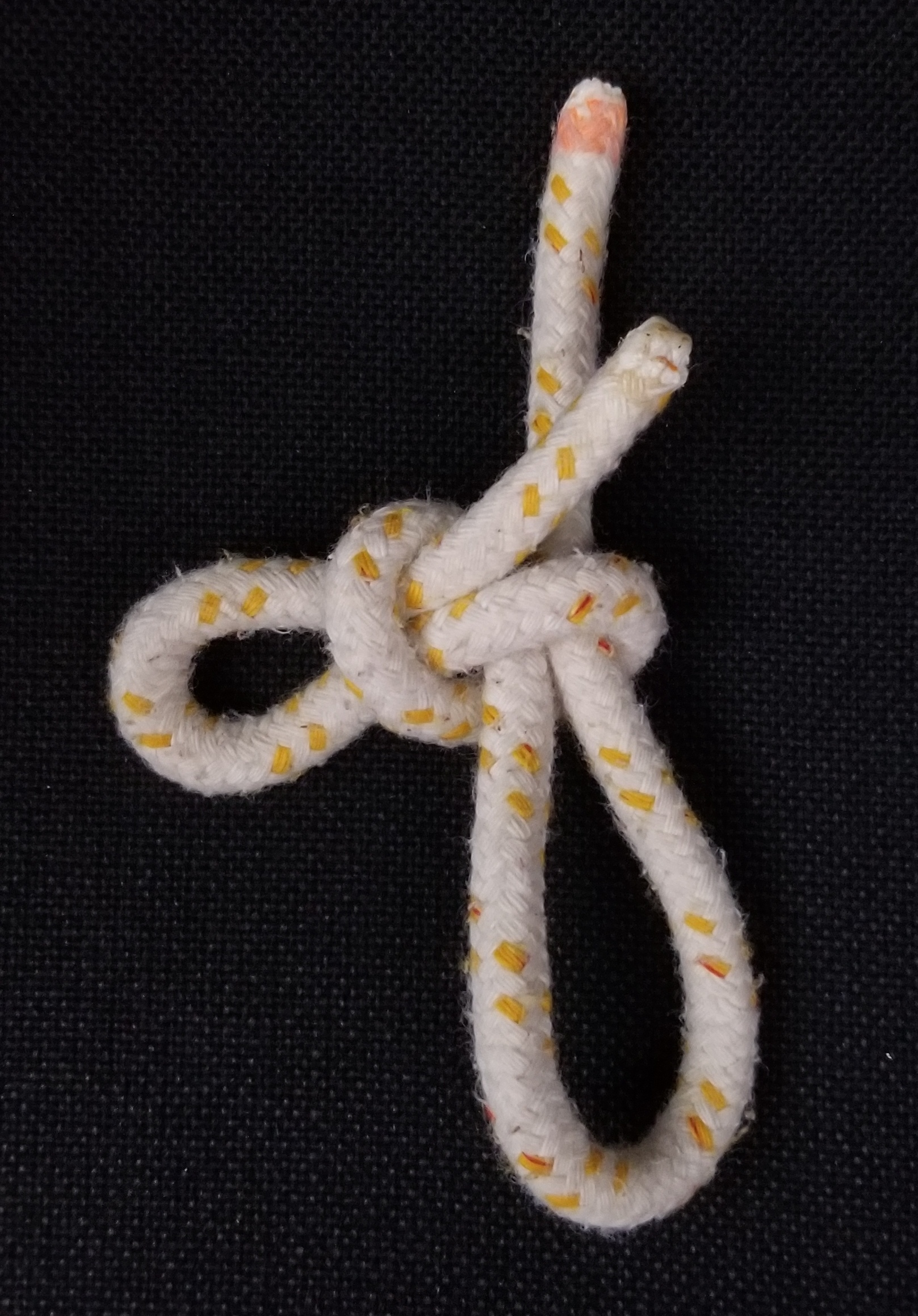
Slipschlinge. Legt man eine Einfache Schlinge auf Slip, entsteht die Slipschlinge, die der zugrundeliegende Knoten des Halftersteks ist.
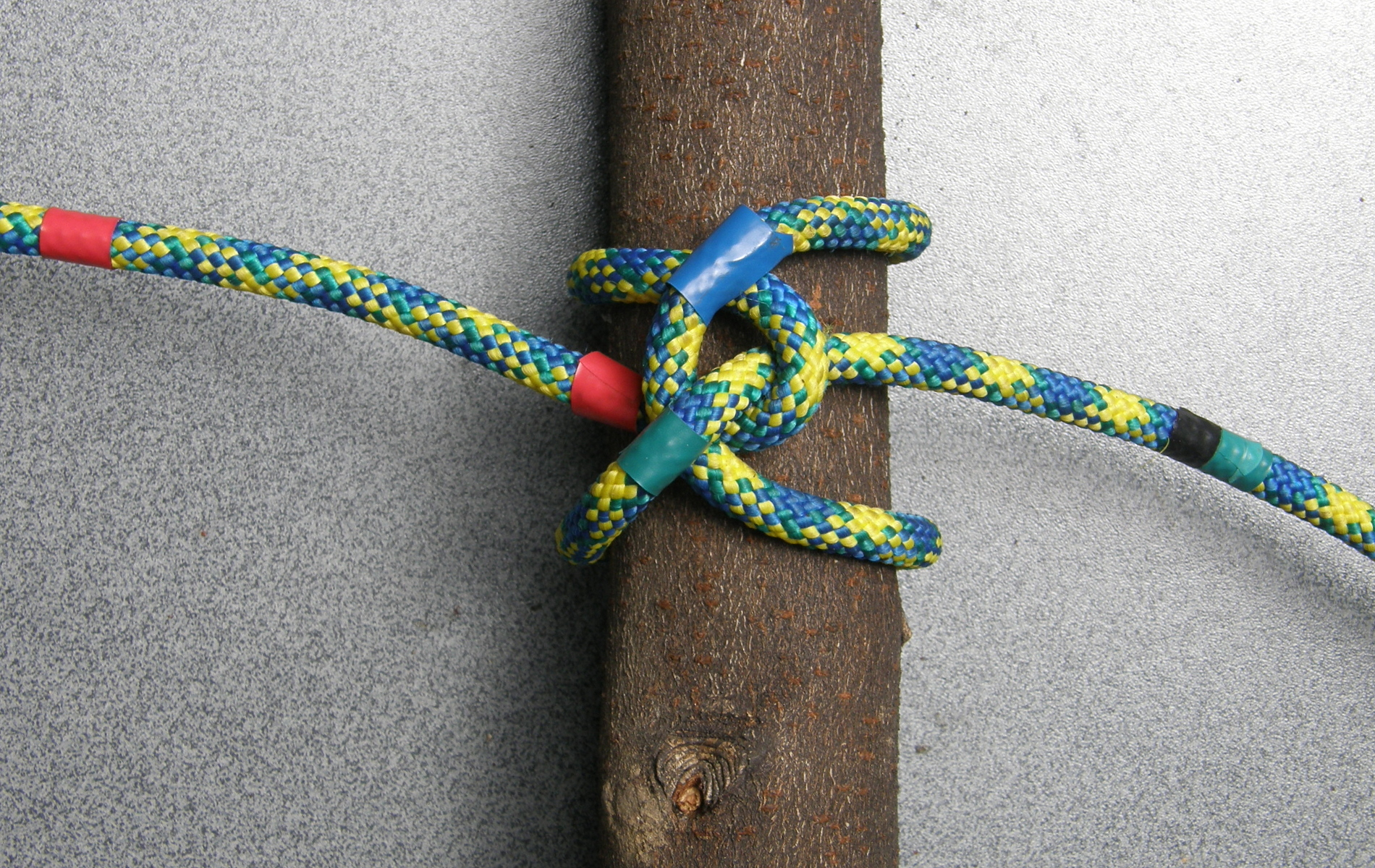
Der Albeknoten am Zingulum an der Priesterkleidung entspricht dem Räuberstek ohne den letzten Slip.

- Picket Line Hitch. Wurde verwendet um Artilleriepferde anzubinden. Dieser Knoten wurde Clifford W. Ashley von J. Lawrence Houghteling gezeigt, der ihn im Dienst an der mexikanischen Grenze gelernt hat.[16]

## Schlaufen
- Kalmückenknoten: Schlaufe auf Slip
- Palstek: Eine einfach zu lösende Schlaufe auf Slip